# Llista d'asteroides (311001-312000)
Llista d'asteroides del 311.001 al 312.000, amb data de descoberta i descobridor. És un fragment de la llista d'asteroides completa. Als asteroides se'ls dona un número quan es confirma la seva òrbita, per tant apareixen llistats aproximadament segons la data de descobriment.

## 311001-311100
| Nom    | Designació provisional | Data de descobriment   | Lloc de descobriment | Descobridor/s  |
| ------ | ---------------------- | ---------------------- | -------------------- | -------------- |
| 311001 | 2003 WX192             | 21 de novembre de 2003 | Socorro              | LINEAR         |
| 311002 | 2003 WC193             | 24 de novembre de 2003 | Socorro              | LINEAR         |
| 311003 | 2003 XL41              | 14 de desembre de 2003 | Palomar              | NEAT           |
| 311004 | 2003 YB2               | 17 de desembre de 2003 | Socorro              | LINEAR         |
| 311005 | 2003 YF2               | 17 de desembre de 2003 | Socorro              | LINEAR         |
| 311006 | 2003 YV12              | 17 de desembre de 2003 | Palomar              | NEAT           |
| 311007 | 2003 YF16              | 17 de desembre de 2003 | Anderson Mesa        | LONEOS         |
| 311008 | 2003 YK17              | 17 de desembre de 2003 | Kitt Peak            | Spacewatch     |
| 311009 | 2003 YO20              | 17 de desembre de 2003 | Kitt Peak            | Spacewatch     |
| 311010 | 2003 YP64              | 19 de desembre de 2003 | Kitt Peak            | Spacewatch     |
| 311011 | 2003 YJ65              | 19 de desembre de 2003 | Socorro              | LINEAR         |
| 311012 | 2003 YD76              | 18 de desembre de 2003 | Socorro              | LINEAR         |
| 311013 | 2003 YM82              | 18 de desembre de 2003 | Socorro              | LINEAR         |
| 311014 | 2003 YX124             | 29 de desembre de 2003 | Socorro              | LINEAR         |
| 311015 | 2003 YZ127             | 27 de desembre de 2003 | Socorro              | LINEAR         |
| 311016 | 2003 YZ134             | 28 de desembre de 2003 | Socorro              | LINEAR         |
| 311017 | 2003 YV147             | 29 de desembre de 2003 | Socorro              | LINEAR         |
| 311018 | 2003 YB156             | 30 de desembre de 2003 | Socorro              | LINEAR         |
| 311019 | 2003 YW162             | 17 de desembre de 2003 | Socorro              | LINEAR         |
| 311020 | 2003 YU172             | 18 de desembre de 2003 | Kitt Peak            | Spacewatch     |
| 311021 | 2004 AT4               | 12 de gener de 2004    | Palomar              | NEAT           |
| 311022 | 2004 AG7               | 14 de gener de 2004    | Palomar              | NEAT           |
| 311023 | 2004 BU10              | 17 de gener de 2004    | Haleakala            | NEAT           |
| 311024 | 2004 BA20              | 18 de gener de 2004    | Palomar              | NEAT           |
| 311025 | 2004 BG20              | 16 de gener de 2004    | Palomar              | NEAT           |
| 311026 | 2004 BV20              | 16 de gener de 2004    | Kitt Peak            | Spacewatch     |
| 311027 | 2004 BE25              | 19 de gener de 2004    | Catalina             | CSS            |
| 311028 | 2004 BW28              | 18 de gener de 2004    | Palomar              | NEAT           |
| 311029 | 2004 BN29              | 18 de gener de 2004    | Palomar              | NEAT           |
| 311030 | 2004 BG34              | 19 de gener de 2004    | Kitt Peak            | Spacewatch     |
| 311031 | 2004 BM35              | 19 de gener de 2004    | Kitt Peak            | Spacewatch     |
| 311032 | 2004 BH38              | 19 de gener de 2004    | Catalina             | CSS            |
| 311033 | 2004 BL44              | 22 de gener de 2004    | Socorro              | LINEAR         |
| 311034 | 2004 BY47              | 21 de gener de 2004    | Socorro              | LINEAR         |
| 311035 | 2004 BN49              | 18 de desembre de 2003 | Kitt Peak            | Spacewatch     |
| 311036 | 2004 BJ50              | 21 de gener de 2004    | Socorro              | LINEAR         |
| 311037 | 2004 BR55              | 22 de gener de 2004    | Socorro              | LINEAR         |
| 311038 | 2004 BO56              | 23 de gener de 2004    | Anderson Mesa        | LONEOS         |
| 311039 | 2004 BL59              | 24 de gener de 2004    | Socorro              | LINEAR         |
| 311040 | 2004 BW67              | 23 de gener de 2004    | Socorro              | LINEAR         |
| 311041 | 2004 BV70              | 22 de gener de 2004    | Socorro              | LINEAR         |
| 311042 | 2004 BX74              | 26 de gener de 2004    | Anderson Mesa        | LONEOS         |
| 311043 | 2004 BA100             | 28 de gener de 2004    | Catalina             | CSS            |
| 311044 | 2004 BB103             | 31 de gener de 2004    | Socorro              | LINEAR         |
| 311045 | 2004 BN108             | 28 de gener de 2004    | Catalina             | CSS            |
| 311046 | 2004 BF114             | 29 de gener de 2004    | Socorro              | LINEAR         |
| 311047 | 2004 BL129             | 16 de gener de 2004    | Kitt Peak            | Spacewatch     |
| 311048 | 2004 BW138             | 19 de gener de 2004    | Kitt Peak            | Spacewatch     |
| 311049 | 2004 BU141             | 19 de gener de 2004    | Kitt Peak            | Spacewatch     |
| 311050 | 2004 BO143             | 19 de gener de 2004    | Kitt Peak            | Spacewatch     |
| 311051 | 2004 BU146             | 22 de gener de 2004    | Socorro              | LINEAR         |
| 311052 | 2004 BW148             | 16 de gener de 2004    | Kitt Peak            | Spacewatch     |
| 311053 | 2004 BD154             | 28 de gener de 2004    | Kitt Peak            | Spacewatch     |
| 311054 | 2004 CX3               | 10 de febrer de 2004   | Palomar              | NEAT           |
| 311055 | 2004 CG9               | 11 de febrer de 2004   | Palomar              | NEAT           |
| 311056 | 2004 CX20              | 11 de febrer de 2004   | Kitt Peak            | Spacewatch     |
| 311057 | 2004 CY42              | 11 de febrer de 2004   | Palomar              | NEAT           |
| 311058 | 2004 CK57              | 11 de febrer de 2004   | Socorro              | LINEAR         |
| 311059 | 2004 CJ59              | 10 de febrer de 2004   | Palomar              | NEAT           |
| 311060 | 2004 CN60              | 11 de febrer de 2004   | Palomar              | NEAT           |
| 311061 | 2004 CO65              | 14 de febrer de 2004   | Haleakala            | NEAT           |
| 311062 | 2004 CJ66              | 15 de febrer de 2004   | Socorro              | LINEAR         |
| 311063 | 2004 CK67              | 10 de febrer de 2004   | Palomar              | NEAT           |
| 311064 | 2004 CQ69              | 11 de febrer de 2004   | Palomar              | NEAT           |
| 311065 | 2004 CF84              | 12 de febrer de 2004   | Palomar              | NEAT           |
| 311066 | 2004 DC                | 16 de febrer de 2004   | Socorro              | LINEAR         |
| 311067 | 2004 DV                | 16 de febrer de 2004   | Kitt Peak            | Spacewatch     |
| 311068 | 2004 DD3               | 16 de febrer de 2004   | Kitt Peak            | Spacewatch     |
| 311069 | 2004 DW7               | 17 de febrer de 2004   | Kitt Peak            | Spacewatch     |
| 311070 | 2004 DU19              | 17 de febrer de 2004   | Socorro              | LINEAR         |
| 311071 | 2004 DV20              | 17 de febrer de 2004   | Socorro              | LINEAR         |
| 311072 | 2004 DN61              | 26 de febrer de 2004   | Socorro              | LINEAR         |
| 311073 | 2004 DM76              | 18 de febrer de 2004   | Socorro              | LINEAR         |
| 311074 | 2004 EW3               | 10 de març de 2004     | Palomar              | NEAT           |
| 311075 | 2004 EB5               | 11 de març de 2004     | Palomar              | NEAT           |
| 311076 | 2004 EY10              | 15 de març de 2004     | Desert Eagle         | W. K. Y. Yeung |
| 311077 | 2004 EH18              | 12 de març de 2004     | Palomar              | NEAT           |
| 311078 | 2004 EN28              | 15 de març de 2004     | Kitt Peak            | Spacewatch     |
| 311079 | 2004 EZ32              | 15 de març de 2004     | Kitt Peak            | Spacewatch     |
| 311080 | 2004 EW48              | 15 de març de 2004     | Catalina             | CSS            |
| 311081 | 2004 EX52              | 15 de març de 2004     | Socorro              | LINEAR         |
| 311082 | 2004 EL72              | 15 de març de 2004     | Catalina             | CSS            |
| 311083 | 2004 EM74              | 13 de març de 2004     | Palomar              | NEAT           |
| 311084 | 2004 EM88              | 14 de març de 2004     | Kitt Peak            | Spacewatch     |
| 311085 | 2004 EL93              | 15 de març de 2004     | Socorro              | LINEAR         |
| 311086 | 2004 ET94              | 15 de març de 2004     | Socorro              | LINEAR         |
| 311087 | 2004 EA95              | 15 de març de 2004     | Socorro              | LINEAR         |
| 311088 | 2004 EX112             | 15 de març de 2004     | Kitt Peak            | Spacewatch     |
| 311089 | 2004 FJ13              | 16 de març de 2004     | Catalina             | CSS            |
| 311090 | 2004 FC15              | 16 de març de 2004     | Kitt Peak            | Spacewatch     |
| 311091 | 2004 FL26              | 17 de març de 2004     | Kitt Peak            | Spacewatch     |
| 311092 | 2004 FD82              | 17 de març de 2004     | Kitt Peak            | Spacewatch     |
| 311093 | 2004 FX99              | 22 de març de 2004     | Socorro              | LINEAR         |
| 311094 | 2004 FY126             | 27 de març de 2004     | Socorro              | LINEAR         |
| 311095 | 2004 FC136             | 27 de març de 2004     | Kitt Peak            | Spacewatch     |
| 311096 | 2004 FR138             | 17 de març de 2004     | Socorro              | LINEAR         |
| 311097 | 2004 FW143             | 28 de març de 2004     | Socorro              | LINEAR         |
| 311098 | 2004 FL145             | 30 de març de 2004     | Kitt Peak            | Spacewatch     |
| 311099 | 2004 GT5               | 11 d'abril de 2004     | Palomar              | NEAT           |
| 311100 | 2004 GO71              | 13 d'abril de 2004     | Palomar              | NEAT           |

## 311101-311200
| Nom    | Designació provisional | Data de descobriment   | Lloc de descobriment | Descobridor/s             |
| ------ | ---------------------- | ---------------------- | -------------------- | ------------------------- |
| 311101 | 2004 GU74              | 15 d'abril de 2004     | Socorro              | LINEAR                    |
| 311102 | 2004 HR2               | 16 d'abril de 2004     | Anderson Mesa        | LONEOS                    |
| 311103 | 2004 HL14              | 16 d'abril de 2004     | Kitt Peak            | Spacewatch                |
| 311104 | 2004 HR23              | 16 d'abril de 2004     | Kitt Peak            | Spacewatch                |
| 311105 | 2004 HV36              | 19 d'abril de 2004     | Socorro              | LINEAR                    |
| 311106 | 2004 HG43              | 20 d'abril de 2004     | Kitt Peak            | Spacewatch                |
| 311107 | 2004 HM52              | 24 d'abril de 2004     | Socorro              | LINEAR                    |
| 311108 | 2004 JT                | 9 de maig de 2004      | Socorro              | LINEAR                    |
| 311109 | 2004 JV3               | 9 de maig de 2004      | Kitt Peak            | Spacewatch                |
| 311110 | 2004 JS19              | 13 de maig de 2004     | Palomar              | NEAT                      |
| 311111 | 2004 KK12              | 21 de maig de 2004     | Catalina             | CSS                       |
| 311112 | 2004 LQ8               | 12 de juny de 2004     | Catalina             | CSS                       |
| 311113 | 2004 LB15              | 11 de juny de 2004     | Socorro              | LINEAR                    |
| 311114 | 2004 LR25              | 15 de juny de 2004     | Socorro              | LINEAR                    |
| 311115 | 2004 NN7               | 14 de juliol de 2004   | Socorro              | LINEAR                    |
| 311116 | 2004 NZ23              | 14 de juliol de 2004   | Socorro              | LINEAR                    |
| 311117 | 2004 NV25              | 11 de juliol de 2004   | Socorro              | LINEAR                    |
| 311118 | 2004 OQ                | 17 de juliol de 2004   | 7300                 | W. K. Y. Yeung            |
| 311119 | 2004 PA20              | 8 d'agost de 2004      | Klet                 | Klet                      |
| 311120 | 2004 PW36              | 9 d'agost de 2004      | Socorro              | LINEAR                    |
| 311121 | 2004 PC47              | 8 d'agost de 2004      | Palomar              | NEAT                      |
| 311122 | 2004 PN92              | 12 d'agost de 2004     | Palomar              | NEAT                      |
| 311123 | 2004 PQ96              | 11 d'agost de 2004     | Campo Imperatore     | CINEOS                    |
| 311124 | 2004 PH97              | 8 d'agost de 2004      | Socorro              | LINEAR                    |
| 311125 | 2004 PN105             | 13 d'agost de 2004     | Palomar              | NEAT                      |
| 311126 | 2004 QJ24              | 27 d'agost de 2004     | Socorro              | LINEAR                    |
| 311127 | 2004 QK25              | 26 d'agost de 2004     | Socorro              | LINEAR                    |
| 311128 | 2004 QZ26              | 22 d'agost de 2004     | Kitt Peak            | Spacewatch                |
| 311129 | 2004 RX6               | 5 de setembre de 2004  | Palomar              | NEAT                      |
| 311130 | 2004 RV13              | 6 de setembre de 2004  | Siding Spring        | Siding Spring Survey      |
| 311131 | 2004 RX56              | 8 de setembre de 2004  | Socorro              | LINEAR                    |
| 311132 | 2004 RA67              | 8 de setembre de 2004  | Socorro              | LINEAR                    |
| 311133 | 2004 RY86              | 7 de setembre de 2004  | Palomar              | NEAT                      |
| 311134 | 2004 RZ86              | 7 de setembre de 2004  | Palomar              | NEAT                      |
| 311135 | 2004 RJ108             | 9 de setembre de 2004  | Kitt Peak            | Spacewatch                |
| 311136 | 2004 RY136             | 8 de setembre de 2004  | Campo Imperatore     | CINEOS                    |
| 311137 | 2004 RK138             | 20 d'agost de 2004     | Catalina             | CSS                       |
| 311138 | 2004 RU144             | 9 de setembre de 2004  | Socorro              | LINEAR                    |
| 311139 | 2004 RQ155             | 10 de setembre de 2004 | Socorro              | LINEAR                    |
| 311140 | 2004 RY174             | 10 de setembre de 2004 | Socorro              | LINEAR                    |
| 311141 | 2004 RS200             | 10 de setembre de 2004 | Socorro              | LINEAR                    |
| 311142 | 2004 RZ205             | 10 de setembre de 2004 | Socorro              | LINEAR                    |
| 311143 | 2004 RL226             | 9 de setembre de 2004  | Socorro              | LINEAR                    |
| 311144 | 2004 RJ233             | 9 de setembre de 2004  | Kitt Peak            | Spacewatch                |
| 311145 | 2004 RX235             | 10 de setembre de 2004 | Socorro              | LINEAR                    |
| 311146 | 2004 RZ247             | 12 de setembre de 2004 | Socorro              | LINEAR                    |
| 311147 | 2004 RP248             | 12 de setembre de 2004 | Socorro              | LINEAR                    |
| 311148 | 2004 RZ308             | 13 de setembre de 2004 | Kitt Peak            | Spacewatch                |
| 311149 | 2004 RK316             | 11 de setembre de 2004 | Socorro              | LINEAR                    |
| 311150 | 2004 RB339             | 11 de setembre de 2004 | Reedy Creek          | J. Broughton              |
| 311151 | 2004 SK26              | 21 de setembre de 2004 | Socorro              | LINEAR                    |
| 311152 | 2004 SY33              | 17 de setembre de 2004 | Socorro              | LINEAR                    |
| 311153 | 2004 SM37              | 17 de setembre de 2004 | Kitt Peak            | Spacewatch                |
| 311154 | 2004 TF3               | 4 d'octubre de 2004    | Socorro              | LINEAR                    |
| 311155 | 2004 TE17              | 12 d'octubre de 2004   | Socorro              | LINEAR                    |
| 311156 | 2004 TZ41              | 4 d'octubre de 2004    | Kitt Peak            | Spacewatch                |
| 311157 | 2004 TQ44              | 4 d'octubre de 2004    | Kitt Peak            | Spacewatch                |
| 311158 | 2004 TT55              | 4 d'octubre de 2004    | Kitt Peak            | Spacewatch                |
| 311159 | 2004 TZ62              | 5 d'octubre de 2004    | Kitt Peak            | Spacewatch                |
| 311160 | 2004 TG78              | 4 d'octubre de 2004    | Socorro              | LINEAR                    |
| 311161 | 2004 TZ87              | 5 d'octubre de 2004    | Kitt Peak            | Spacewatch                |
| 311162 | 2004 TR113             | 7 d'octubre de 2004    | Palomar              | NEAT                      |
| 311163 | 2004 TL138             | 9 d'octubre de 2004    | Anderson Mesa        | LONEOS                    |
| 311164 | 2004 TG143             | 4 d'octubre de 2004    | Kitt Peak            | Spacewatch                |
| 311165 | 2004 TO151             | 6 d'octubre de 2004    | Kitt Peak            | Spacewatch                |
| 311166 | 2004 TX181             | 7 d'octubre de 2004    | Kitt Peak            | Spacewatch                |
| 311167 | 2004 TV219             | 5 d'octubre de 2004    | Kitt Peak            | Spacewatch                |
| 311168 | 2004 TQ221             | 7 d'octubre de 2004    | Socorro              | LINEAR                    |
| 311169 | 2004 TD238             | 9 d'octubre de 2004    | Socorro              | LINEAR                    |
| 311170 | 2004 TX245             | 7 d'octubre de 2004    | Socorro              | LINEAR                    |
| 311171 | 2004 TW248             | 7 d'octubre de 2004    | Kitt Peak            | Spacewatch                |
| 311172 | 2004 TC260             | 9 d'octubre de 2004    | Socorro              | LINEAR                    |
| 311173 | 2004 TE295             | 10 d'octubre de 2004   | Kitt Peak            | Spacewatch                |
| 311174 | 2004 TT306             | 10 d'octubre de 2004   | Socorro              | LINEAR                    |
| 311175 | 2004 TT340             | 13 d'octubre de 2004   | Anderson Mesa        | LONEOS                    |
| 311176 | 2004 TX346             | 15 d'octubre de 2004   | Anderson Mesa        | LONEOS                    |
| 311177 | 2004 TL347             | 11 d'octubre de 2004   | Moletai              | K. Cernis, J. Zdanavicius |
| 311178 | 2004 VU7               | 31 de març de 2003     | Kitt Peak            | Spacewatch                |
| 311179 | 2004 VR33              | 3 de novembre de 2004  | Kitt Peak            | Spacewatch                |
| 311180 | 2004 VP43              | 4 de novembre de 2004  | Kitt Peak            | Spacewatch                |
| 311181 | 2004 VY58              | 9 de novembre de 2004  | Catalina             | CSS                       |
| 311182 | 2004 VA63              | 7 de novembre de 2004  | Socorro              | LINEAR                    |
| 311183 | 2004 VQ70              | 4 de novembre de 2004  | Catalina             | CSS                       |
| 311184 | 2004 WT                | 17 de novembre de 2004 | Siding Spring        | Siding Spring Survey      |
| 311185 | 2004 XV2               | 2 de desembre de 2004  | Catalina             | CSS                       |
| 311186 | 2004 XV9               | 2 de desembre de 2004  | Catalina             | CSS                       |
| 311187 | 2004 XZ12              | 8 de desembre de 2004  | Socorro              | LINEAR                    |
| 311188 | 2004 XX16              | 3 de desembre de 2004  | Kitt Peak            | Spacewatch                |
| 311189 | 2004 XC17              | 3 de desembre de 2004  | Kitt Peak            | Spacewatch                |
| 311190 | 2004 XO22              | 8 de desembre de 2004  | Socorro              | LINEAR                    |
| 311191 | 2004 XF29              | 10 de desembre de 2004 | Nashville            | R. Clingan                |
| 311192 | 2004 XG35              | 11 de desembre de 2004 | Socorro              | LINEAR                    |
| 311193 | 2004 XD45              | 12 de desembre de 2004 | Kitt Peak            | Spacewatch                |
| 311194 | 2004 XS62              | 9 de desembre de 2004  | Vail-Jarnac          | Jarnac                    |
| 311195 | 2004 XZ62              | 14 de desembre de 2004 | Junk Bond            | Junk Bond                 |
| 311196 | 2004 XO76              | 10 de desembre de 2004 | Kitt Peak            | Spacewatch                |
| 311197 | 2004 XS77              | 10 de desembre de 2004 | Socorro              | LINEAR                    |
| 311198 | 2004 XY78              | 10 de desembre de 2004 | Socorro              | LINEAR                    |
| 311199 | 2004 XV93              | 11 de desembre de 2004 | Kitt Peak            | Spacewatch                |
| 311200 | 2004 XG94              | 11 de desembre de 2004 | Kitt Peak            | Spacewatch                |

## 311201-311300
| Nom                 | Designació provisional | Data de descobriment   | Lloc de descobriment | Descobridor/s     |
| ------------------- | ---------------------- | ---------------------- | -------------------- | ----------------- |
| 311201              | 2004 XL105             | 11 de desembre de 2004 | Socorro              | LINEAR            |
| 311202              | 2004 XF109             | 12 de desembre de 2004 | Kitt Peak            | Spacewatch        |
| 311203              | 2004 XD110             | 14 de desembre de 2004 | Socorro              | LINEAR            |
| 311204              | 2004 XO116             | 12 de desembre de 2004 | Kitt Peak            | Spacewatch        |
| 311205              | 2004 XN134             | 15 de desembre de 2004 | Socorro              | LINEAR            |
| 311206              | 2004 XR144             | 13 de desembre de 2004 | Campo Imperatore     | CINEOS            |
| 311207              | 2004 XY161             | 15 de desembre de 2004 | Socorro              | LINEAR            |
| 311208              | 2004 XH163             | 15 de desembre de 2004 | Kitt Peak            | Spacewatch        |
| 311209              | 2004 XM163             | 15 de desembre de 2004 | Kitt Peak            | Spacewatch        |
| 311210              | 2004 XO165             | 2 de desembre de 2004  | Socorro              | LINEAR            |
| 311211              | 2004 YG20              | 18 de desembre de 2004 | Mount Lemmon         | Mt. Lemmon Survey |
| 311212              | 2004 YT23              | 18 de desembre de 2004 | Mount Lemmon         | Mt. Lemmon Survey |
| 311213              | 2004 YW31              | 19 de desembre de 2004 | Kitt Peak            | Spacewatch        |
| 311214              | 2005 AS6               | 6 de gener de 2005     | Catalina             | CSS               |
| 311215              | 2005 AQ18              | 7 de gener de 2005     | Kitt Peak            | Spacewatch        |
| 311216              | 2005 AZ20              | 6 de gener de 2005     | Socorro              | LINEAR            |
| 311217              | 2005 AG21              | 6 de gener de 2005     | Catalina             | CSS               |
| 311218              | 2005 AD23              | 7 de gener de 2005     | Socorro              | LINEAR            |
| 311219              | 2005 AQ23              | 7 de gener de 2005     | Socorro              | LINEAR            |
| 311220              | 2005 AE26              | 11 de gener de 2005    | Socorro              | LINEAR            |
| 311221              | 2005 AS28              | 15 de gener de 2005    | Socorro              | LINEAR            |
| 311222              | 2005 AX32              | 11 de gener de 2005    | Socorro              | LINEAR            |
| 311223              | 2005 AC41              | 15 de gener de 2005    | Socorro              | LINEAR            |
| 311224              | 2005 AA44              | 15 de gener de 2005    | Kitt Peak            | Spacewatch        |
| 311225              | 2005 AQ76              | 15 de gener de 2005    | Kitt Peak            | Spacewatch        |
| 311226              | 2005 AZ77              | 15 de gener de 2005    | Kitt Peak            | Spacewatch        |
| 311227              | 2005 AJ80              | 15 de gener de 2005    | Kitt Peak            | Spacewatch        |
| 311228              | 2005 BG1               | 16 de gener de 2005    | Socorro              | LINEAR            |
| 311229              | 2005 BN7               | 16 de gener de 2005    | Socorro              | LINEAR            |
| 311230              | 2005 BR16              | 16 de gener de 2005    | Socorro              | LINEAR            |
| 311231 Anuradhapura | 2005 BC23              | 16 de gener de 2005    | Kitt Peak            | Spacewatch        |
| 311232              | 2005 BS25              | 18 de gener de 2005    | Catalina             | CSS               |
| 311233              | 2005 CT9               | 1 de febrer de 2005    | Kitt Peak            | Spacewatch        |
| 311234              | 2005 CO16              | 2 de febrer de 2005    | Socorro              | LINEAR            |
| 311235              | 2005 CO17              | 2 de febrer de 2005    | Socorro              | LINEAR            |
| 311236              | 2005 CN20              | 2 de febrer de 2005    | Catalina             | CSS               |
| 311237              | 2005 CG23              | 1 de febrer de 2005    | Palomar              | NEAT              |
| 311238              | 2005 CH26              | 1 de febrer de 2005    | Palomar              | NEAT              |
| 311239              | 2005 CB28              | 3 de febrer de 2005    | Socorro              | LINEAR            |
| 311240              | 2005 CT30              | 1 de febrer de 2005    | Kitt Peak            | Spacewatch        |
| 311241              | 2005 CD57              | 2 de febrer de 2005    | Socorro              | LINEAR            |
| 311242              | 2005 CM62              | 9 de febrer de 2005    | Anderson Mesa        | LONEOS            |
| 311243              | 2005 CT68              | 3 de febrer de 2005    | Socorro              | LINEAR            |
| 311244              | 2005 EP2               | 3 de març de 2005      | Vail-Jarnac          | Jarnac            |
| 311245              | 2005 EQ10              | 2 de març de 2005      | Kitt Peak            | Spacewatch        |
| 311246              | 2005 EX13              | 3 de març de 2005      | Kitt Peak            | Spacewatch        |
| 311247              | 2005 EU15              | 3 de març de 2005      | Kitt Peak            | Spacewatch        |
| 311248              | 2005 EV18              | 3 de març de 2005      | Kitt Peak            | Spacewatch        |
| 311249              | 2005 EO20              | 3 de març de 2005      | Catalina             | CSS               |
| 311250              | 2005 EV20              | 3 de març de 2005      | Catalina             | CSS               |
| 311251              | 2005 EU21              | 3 de març de 2005      | Catalina             | CSS               |
| 311252              | 2005 EO27              | 3 de març de 2005      | Catalina             | CSS               |
| 311253              | 2005 EY28              | 3 de març de 2005      | Catalina             | CSS               |
| 311254              | 2005 EW38              | 8 de març de 2005      | Mayhill              | A. Lowe           |
| 311255              | 2005 EC43              | 3 de març de 2005      | Kitt Peak            | Spacewatch        |
| 311256              | 2005 EO50              | 3 de març de 2005      | Catalina             | CSS               |
| 311257              | 2005 EU65              | 4 de març de 2005      | Mount Lemmon         | Mt. Lemmon Survey |
| 311258              | 2005 EW68              | 7 de març de 2005      | Socorro              | LINEAR            |
| 311259              | 2005 EX73              | 3 de març de 2005      | Kitt Peak            | Spacewatch        |
| 311260              | 2005 EB74              | 3 de març de 2005      | Kitt Peak            | Spacewatch        |
| 311261              | 2005 EA95              | 3 de març de 2005      | Catalina             | CSS               |
| 311262              | 2005 EE95              | 8 de març de 2005      | Kitt Peak            | Spacewatch        |
| 311263              | 2005 EK100             | 3 de març de 2005      | Catalina             | CSS               |
| 311264              | 2005 EJ112             | 4 de març de 2005      | Socorro              | LINEAR            |
| 311265              | 2005 EL131             | 9 de març de 2005      | Mount Lemmon         | Mt. Lemmon Survey |
| 311266              | 2005 EX131             | 9 de març de 2005      | Catalina             | CSS               |
| 311267              | 2005 ED143             | 10 de març de 2005     | Catalina             | CSS               |
| 311268              | 2005 EB164             | 10 de març de 2005     | Mount Lemmon         | Mt. Lemmon Survey |
| 311269              | 2005 ET168             | 11 de març de 2005     | Mount Lemmon         | Mt. Lemmon Survey |
| 311270              | 2005 EU189             | 11 de març de 2005     | Mount Lemmon         | Mt. Lemmon Survey |
| 311271              | 2005 EZ193             | 11 de març de 2005     | Mount Lemmon         | Mt. Lemmon Survey |
| 311272              | 2005 EP204             | 11 de març de 2005     | Mount Lemmon         | Mt. Lemmon Survey |
| 311273              | 2005 EN225             | 9 de març de 2005      | Mount Lemmon         | Mt. Lemmon Survey |
| 311274              | 2005 EK235             | 10 de març de 2005     | Mount Lemmon         | Mt. Lemmon Survey |
| 311275              | 2005 EX247             | 12 de març de 2005     | Kitt Peak            | Spacewatch        |
| 311276              | 2005 ED253             | 10 de març de 2005     | Catalina             | CSS               |
| 311277              | 2005 EK253             | 11 de març de 2005     | Mount Lemmon         | Mt. Lemmon Survey |
| 311278              | 2005 EW255             | 11 de març de 2005     | Mount Lemmon         | Mt. Lemmon Survey |
| 311279              | 2005 ED259             | 11 de març de 2005     | Mount Lemmon         | Mt. Lemmon Survey |
| 311280              | 2005 EC261             | 12 de març de 2005     | Socorro              | LINEAR            |
| 311281              | 2005 EK306             | 4 de març de 2005      | Mount Lemmon         | Mt. Lemmon Survey |
| 311282              | 2005 EO315             | 11 de març de 2005     | Kitt Peak            | Spacewatch        |
| 311283              | 2005 EF324             | 4 de març de 2005      | Socorro              | LINEAR            |
| 311284              | 2005 EY327             | 11 de març de 2005     | Kitt Peak            | Spacewatch        |
| 311285              | 2005 FE1               | 16 de març de 2005     | Catalina             | CSS               |
| 311286              | 2005 GX10              | 1 d'abril de 2005      | Kitt Peak            | Spacewatch        |
| 311287              | 2005 GQ13              | 1 d'abril de 2005      | Anderson Mesa        | LONEOS            |
| 311288              | 2005 GG39              | 4 d'abril de 2005      | Mount Lemmon         | Mt. Lemmon Survey |
| 311289              | 2005 GO42              | 5 d'abril de 2005      | Mount Lemmon         | Mt. Lemmon Survey |
| 311290              | 2005 GW50              | 1 d'abril de 2005      | Kitt Peak            | Spacewatch        |
| 311291              | 2005 GF132             | 10 d'abril de 2005     | Kitt Peak            | Spacewatch        |
| 311292              | 2005 GB137             | 10 d'abril de 2005     | Kitt Peak            | Spacewatch        |
| 311293              | 2005 GQ138             | 12 d'abril de 2005     | Kitt Peak            | Spacewatch        |
| 311294              | 2005 GQ159             | 12 d'abril de 2005     | Kitt Peak            | Spacewatch        |
| 311295              | 2005 GQ173             | 14 d'abril de 2005     | Kitt Peak            | Spacewatch        |
| 311296              | 2005 GW208             | 2 d'abril de 2005      | Anderson Mesa        | LONEOS            |
| 311297              | 2005 HD7               | 30 d'abril de 2005     | Kitt Peak            | Spacewatch        |
| 311298              | 2005 HH9               | 17 d'abril de 2005     | Kitt Peak            | Spacewatch        |
| 311299              | 2005 JV16              | 4 de maig de 2005      | Palomar              | NEAT              |
| 311300              | 2005 JF34              | 4 de maig de 2005      | Kitt Peak            | Spacewatch        |

## 311301-311400
| Nom    | Designació provisional | Data de descobriment   | Lloc de descobriment | Descobridor/s               |
| ------ | ---------------------- | ---------------------- | -------------------- | --------------------------- |
| 311301 | 2005 JA35              | 4 de maig de 2005      | Kitt Peak            | Spacewatch                  |
| 311302 | 2005 JD44              | 4 de maig de 2005      | Socorro              | LINEAR                      |
| 311303 | 2005 JV46              | 3 de maig de 2005      | Kitt Peak            | Spacewatch                  |
| 311304 | 2005 JU50              | 4 de maig de 2005      | Kitt Peak            | Spacewatch                  |
| 311305 | 2005 JP101             | 9 de maig de 2005      | Mount Lemmon         | Mt. Lemmon Survey           |
| 311306 | 2005 JB110             | 8 de maig de 2005      | Kitt Peak            | Spacewatch                  |
| 311307 | 2005 JH118             | 10 de maig de 2005     | Kitt Peak            | Spacewatch                  |
| 311308 | 2005 JX135             | 8 de maig de 2005      | Kitt Peak            | Spacewatch                  |
| 311309 | 2005 KY3               | 17 de maig de 2005     | Mount Lemmon         | Mt. Lemmon Survey           |
| 311310 | 2005 KJ12              | 16 de maig de 2005     | Siding Spring        | Siding Spring Survey        |
| 311311 | 2005 LP                | 1 de juny de 2005      | Mount Lemmon         | Mt. Lemmon Survey           |
| 311312 | 2005 LK5               | 2 de juny de 2005      | Catalina             | CSS                         |
| 311313 | 2005 LG34              | 10 de juny de 2005     | Kitt Peak            | Spacewatch                  |
| 311314 | 2005 MV4               | 17 de juny de 2005     | Mount Lemmon         | Mt. Lemmon Survey           |
| 311315 | 2005 MC8               | 27 de juny de 2005     | Kitt Peak            | Spacewatch                  |
| 311316 | 2005 MZ17              | 27 de juny de 2005     | Kitt Peak            | Spacewatch                  |
| 311317 | 2005 MH27              | 29 de juny de 2005     | Kitt Peak            | Spacewatch                  |
| 311318 | 2005 MW33              | 29 de juny de 2005     | Kitt Peak            | Spacewatch                  |
| 311319 | 2005 ME37              | 30 de juny de 2005     | Kitt Peak            | Spacewatch                  |
| 311320 | 2005 MH47              | 29 de juny de 2005     | Kitt Peak            | Spacewatch                  |
| 311321 | 2005 NP1               | 3 de juliol de 2005    | Siding Spring        | Siding Spring Survey        |
| 311322 | 2005 NX6               | 4 de juliol de 2005    | Kitt Peak            | Spacewatch                  |
| 311323 | 2005 NA11              | 3 de juliol de 2005    | Mount Lemmon         | Mt. Lemmon Survey           |
| 311324 | 2005 NU22              | 2 de juliol de 2005    | Catalina             | CSS                         |
| 311325 | 2005 NO23              | 4 de juliol de 2005    | Kitt Peak            | Spacewatch                  |
| 311326 | 2005 NE29              | 5 de juliol de 2005    | Palomar              | NEAT                        |
| 311327 | 2005 NK30              | 4 de juliol de 2005    | Kitt Peak            | Spacewatch                  |
| 311328 | 2005 NE51              | 7 de juliol de 2005    | Kitt Peak            | Spacewatch                  |
| 311329 | 2005 NG69              | 4 de juliol de 2005    | Kitt Peak            | Spacewatch                  |
| 311330 | 2005 NM69              | 4 de juliol de 2005    | Mount Lemmon         | Mt. Lemmon Survey           |
| 311331 | 2005 NZ94              | 6 de juliol de 2005    | Anderson Mesa        | LONEOS                      |
| 311332 | 2005 OY                | 16 de juliol de 2005   | Reedy Creek          | J. Broughton                |
| 311333 | 2005 OV9               | 27 de juliol de 2005   | Palomar              | NEAT                        |
| 311334 | 2005 OH20              | 28 de juliol de 2005   | Palomar              | NEAT                        |
| 311335 | 2005 OP28              | 31 de juliol de 2005   | Palomar              | NEAT                        |
| 311336 | 2005 QX24              | 27 d'agost de 2005     | Kitt Peak            | Spacewatch                  |
| 311337 | 2005 QY43              | 26 d'agost de 2005     | Palomar              | NEAT                        |
| 311338 | 2005 QA47              | 26 d'agost de 2005     | Palomar              | NEAT                        |
| 311339 | 2005 QK56              | 28 d'agost de 2005     | Kitt Peak            | Spacewatch                  |
| 311340 | 2005 QX58              | 25 d'agost de 2005     | Palomar              | NEAT                        |
| 311341 | 2005 QY61              | 26 d'agost de 2005     | Palomar              | NEAT                        |
| 311342 | 2005 QW78              | 25 d'agost de 2005     | Palomar              | NEAT                        |
| 311343 | 2005 QP92              | 26 d'agost de 2005     | Palomar              | NEAT                        |
| 311344 | 2005 QB122             | 28 d'agost de 2005     | Kitt Peak            | Spacewatch                  |
| 311345 | 2005 QU128             | 28 d'agost de 2005     | Kitt Peak            | Spacewatch                  |
| 311346 | 2005 QJ151             | 30 d'agost de 2005     | Kitt Peak            | Spacewatch                  |
| 311347 | 2005 QJ156             | 30 d'agost de 2005     | Palomar              | NEAT                        |
| 311348 | 2005 QS179             | 26 d'agost de 2005     | Palomar              | NEAT                        |
| 311349 | 2005 QO182             | 29 d'agost de 2005     | Kitt Peak            | Spacewatch                  |
| 311350 | 2005 QR190             | 26 d'agost de 2005     | Palomar              | NEAT                        |
| 311351 | 2005 QS190             | 31 d'agost de 2005     | Palomar              | NEAT                        |
| 311352 | 2005 RQ21              | 6 de setembre de 2005  | Anderson Mesa        | LONEOS                      |
| 311353 | 2005 RZ26              | 10 de setembre de 2005 | Anderson Mesa        | LONEOS                      |
| 311354 | 2005 RL27              | 10 de setembre de 2005 | Anderson Mesa        | LONEOS                      |
| 311355 | 2005 RO32              | 13 de setembre de 2005 | Sonoita              | Cooney Jr., W. R., J. Gross |
| 311356 | 2005 RY42              | 13 de setembre de 2005 | Kitt Peak            | Spacewatch                  |
| 311357 | 2005 RV44              | 2 de setembre de 2005  | Palomar              | NEAT                        |
| 311358 | 2005 SU                | 22 de setembre de 2005 | Palomar              | NEAT                        |
| 311359 | 2005 SD7               | 24 de setembre de 2005 | Kitt Peak            | Spacewatch                  |
| 311360 | 2005 SD30              | 23 de setembre de 2005 | Kitt Peak            | Spacewatch                  |
| 311361 | 2005 SW39              | 24 de setembre de 2005 | Kitt Peak            | Spacewatch                  |
| 311362 | 2005 SX46              | 24 de setembre de 2005 | Kitt Peak            | Spacewatch                  |
| 311363 | 2005 SA74              | 23 de setembre de 2005 | Siding Spring        | Siding Spring Survey        |
| 311364 | 2005 SU85              | 24 de setembre de 2005 | Kitt Peak            | Spacewatch                  |
| 311365 | 2005 SM99              | 25 de setembre de 2005 | Kitt Peak            | Spacewatch                  |
| 311366 | 2005 SV101             | 25 de setembre de 2005 | Kitt Peak            | Spacewatch                  |
| 311367 | 2005 SZ109             | 26 de setembre de 2005 | Kitt Peak            | Spacewatch                  |
| 311368 | 2005 SQ141             | 25 de setembre de 2005 | Kitt Peak            | Spacewatch                  |
| 311369 | 2005 SF147             | 25 de setembre de 2005 | Kitt Peak            | Spacewatch                  |
| 311370 | 2005 SL148             | 25 de setembre de 2005 | Kitt Peak            | Spacewatch                  |
| 311371 | 2005 SX158             | 26 de setembre de 2005 | Kitt Peak            | Spacewatch                  |
| 311372 | 2005 SZ172             | 29 de setembre de 2005 | Kitt Peak            | Spacewatch                  |
| 311373 | 2005 SC175             | 29 de setembre de 2005 | Kitt Peak            | Spacewatch                  |
| 311374 | 2005 SP200             | 30 de setembre de 2005 | Kitt Peak            | Spacewatch                  |
| 311375 | 2005 SH203             | 30 de setembre de 2005 | Anderson Mesa        | LONEOS                      |
| 311376 | 2005 SO218             | 30 de setembre de 2005 | Palomar              | NEAT                        |
| 311377 | 2005 SF221             | 29 de setembre de 2005 | Kitt Peak            | Spacewatch                  |
| 311378 | 2005 SF223             | 28 de setembre de 2005 | Palomar              | NEAT                        |
| 311379 | 2005 SR232             | 30 de setembre de 2005 | Mount Lemmon         | Mt. Lemmon Survey           |
| 311380 | 2005 SP245             | 30 de setembre de 2005 | Palomar              | NEAT                        |
| 311381 | 2005 SD252             | 24 de setembre de 2005 | Palomar              | NEAT                        |
| 311382 | 2005 SU266             | 29 de setembre de 2005 | Anderson Mesa        | LONEOS                      |
| 311383 | 2005 SO279             | 23 de setembre de 2005 | Kitt Peak            | Spacewatch                  |
| 311384 | 2005 SK285             | 25 de setembre de 2005 | Apache Point         | A. C. Becker                |
| 311385 | 2005 SM289             | 24 de setembre de 2005 | Kitt Peak            | Spacewatch                  |
| 311386 | 2005 SR291             | 25 de setembre de 2005 | Kitt Peak            | Spacewatch                  |
| 311387 | 2005 TK11              | 1 d'octubre de 2005    | Kitt Peak            | Spacewatch                  |
| 311388 | 2005 TW14              | 3 d'octubre de 2005    | Palomar              | NEAT                        |
| 311389 | 2005 TB26              | 1 d'octubre de 2005    | Mount Lemmon         | Mt. Lemmon Survey           |
| 311390 | 2005 TA30              | 4 d'octubre de 2005    | Palomar              | NEAT                        |
| 311391 | 2005 TZ31              | 1 d'octubre de 2005    | Kitt Peak            | Spacewatch                  |
| 311392 | 2005 TW41              | 3 d'octubre de 2005    | Socorro              | LINEAR                      |
| 311393 | 2005 TA47              | 3 d'octubre de 2005    | Catalina             | CSS                         |
| 311394 | 2005 TA59              | 1 d'octubre de 2005    | Mount Lemmon         | Mt. Lemmon Survey           |
| 311395 | 2005 TC88              | 5 d'octubre de 2005    | Catalina             | CSS                         |
| 311396 | 2005 TL107             | 4 d'octubre de 2005    | Mount Lemmon         | Mt. Lemmon Survey           |
| 311397 | 2005 TH129             | 7 d'octubre de 2005    | Kitt Peak            | Spacewatch                  |
| 311398 | 2005 TQ161             | 9 d'octubre de 2005    | Kitt Peak            | Spacewatch                  |
| 311399 | 2005 TG163             | 9 d'octubre de 2005    | Kitt Peak            | Spacewatch                  |
| 311400 | 2005 TF171             | 10 d'octubre de 2005   | Anderson Mesa        | LONEOS                      |

## 311401-311500
| Nom    | Designació provisional | Data de descobriment   | Lloc de descobriment | Descobridor/s     |
| ------ | ---------------------- | ---------------------- | -------------------- | ----------------- |
| 311401 | 2005 TE189             | 13 d'octubre de 2005   | Kitt Peak            | Spacewatch        |
| 311402 | 2005 UU7               | 26 d'octubre de 2005   | Ottmarsheim          | C. Rinner         |
| 311403 | 2005 UC9               | 21 d'octubre de 2005   | Palomar              | NEAT              |
| 311404 | 2005 US9               | 21 d'octubre de 2005   | Palomar              | NEAT              |
| 311405 | 2005 UD12              | 22 d'octubre de 2005   | Kitt Peak            | Spacewatch        |
| 311406 | 2005 UL13              | 22 d'octubre de 2005   | Kitt Peak            | Spacewatch        |
| 311407 | 2005 UE23              | 23 d'octubre de 2005   | Kitt Peak            | Spacewatch        |
| 311408 | 2005 UF24              | 23 d'octubre de 2005   | Kitt Peak            | Spacewatch        |
| 311409 | 2005 UW24              | 23 d'octubre de 2005   | Kitt Peak            | Spacewatch        |
| 311410 | 2005 UM25              | 23 d'octubre de 2005   | Kitt Peak            | Spacewatch        |
| 311411 | 2005 UE55              | 23 d'octubre de 2005   | Catalina             | CSS               |
| 311412 | 2005 UW60              | 25 d'octubre de 2005   | Mount Lemmon         | Mt. Lemmon Survey |
| 311413 | 2005 UX63              | 25 d'octubre de 2005   | Mount Lemmon         | Mt. Lemmon Survey |
| 311414 | 2005 UA70              | 23 d'octubre de 2005   | Catalina             | CSS               |
| 311415 | 2005 UD71              | 23 d'octubre de 2005   | Catalina             | CSS               |
| 311416 | 2005 UQ76              | 24 d'octubre de 2005   | Palomar              | NEAT              |
| 311417 | 2005 UQ77              | 24 d'octubre de 2005   | Palomar              | NEAT              |
| 311418 | 2005 UV80              | 25 d'octubre de 2005   | Catalina             | CSS               |
| 311419 | 2005 UK91              | 22 d'octubre de 2005   | Kitt Peak            | Spacewatch        |
| 311420 | 2005 UP93              | 22 d'octubre de 2005   | Kitt Peak            | Spacewatch        |
| 311421 | 2005 UA101             | 22 d'octubre de 2005   | Kitt Peak            | Spacewatch        |
| 311422 | 2005 US107             | 22 d'octubre de 2005   | Palomar              | NEAT              |
| 311423 | 2005 UG119             | 24 d'octubre de 2005   | Kitt Peak            | Spacewatch        |
| 311424 | 2005 UW127             | 24 d'octubre de 2005   | Kitt Peak            | Spacewatch        |
| 311425 | 2005 UM128             | 24 d'octubre de 2005   | Kitt Peak            | Spacewatch        |
| 311426 | 2005 UQ129             | 24 d'octubre de 2005   | Kitt Peak            | Spacewatch        |
| 311427 | 2005 UN131             | 24 d'octubre de 2005   | Palomar              | NEAT              |
| 311428 | 2005 UU134             | 25 d'octubre de 2005   | Anderson Mesa        | LONEOS            |
| 311429 | 2005 UT166             | 24 d'octubre de 2005   | Kitt Peak            | Spacewatch        |
| 311430 | 2005 UJ167             | 24 d'octubre de 2005   | Kitt Peak            | Spacewatch        |
| 311431 | 2005 UR175             | 24 d'octubre de 2005   | Kitt Peak            | Spacewatch        |
| 311432 | 2005 US175             | 24 d'octubre de 2005   | Kitt Peak            | Spacewatch        |
| 311433 | 2005 UV175             | 24 d'octubre de 2005   | Kitt Peak            | Spacewatch        |
| 311434 | 2005 UX198             | 25 d'octubre de 2005   | Kitt Peak            | Spacewatch        |
| 311435 | 2005 UJ218             | 23 d'octubre de 2005   | Catalina             | CSS               |
| 311436 | 2005 UC219             | 25 d'octubre de 2005   | Kitt Peak            | Spacewatch        |
| 311437 | 2005 UL219             | 25 d'octubre de 2005   | Kitt Peak            | Spacewatch        |
| 311438 | 2005 UN228             | 25 d'octubre de 2005   | Kitt Peak            | Spacewatch        |
| 311439 | 2005 UA229             | 25 d'octubre de 2005   | Kitt Peak            | Spacewatch        |
| 311440 | 2005 UE230             | 25 d'octubre de 2005   | Kitt Peak            | Spacewatch        |
| 311441 | 2005 UV232             | 25 d'octubre de 2005   | Kitt Peak            | Spacewatch        |
| 311442 | 2005 UZ233             | 25 d'octubre de 2005   | Kitt Peak            | Spacewatch        |
| 311443 | 2005 UK237             | 25 d'octubre de 2005   | Kitt Peak            | Spacewatch        |
| 311444 | 2005 UR245             | 26 d'octubre de 2005   | Kitt Peak            | Spacewatch        |
| 311445 | 2005 UZ255             | 24 d'octubre de 2005   | Kitt Peak            | Spacewatch        |
| 311446 | 2005 UV261             | 26 d'octubre de 2005   | Kitt Peak            | Spacewatch        |
| 311447 | 2005 UY274             | 28 d'octubre de 2005   | Mount Lemmon         | Mt. Lemmon Survey |
| 311448 | 2005 UG287             | 26 d'octubre de 2005   | Kitt Peak            | Spacewatch        |
| 311449 | 2005 UW288             | 26 d'octubre de 2005   | Kitt Peak            | Spacewatch        |
| 311450 | 2005 UB293             | 26 d'octubre de 2005   | Kitt Peak            | Spacewatch        |
| 311451 | 2005 UZ317             | 27 d'octubre de 2005   | Kitt Peak            | Spacewatch        |
| 311452 | 2005 UG325             | 29 d'octubre de 2005   | Mount Lemmon         | Mt. Lemmon Survey |
| 311453 | 2005 UJ341             | 31 d'octubre de 2005   | Mount Lemmon         | Mt. Lemmon Survey |
| 311454 | 2005 UF351             | 29 d'octubre de 2005   | Catalina             | CSS               |
| 311455 | 2005 UJ351             | 29 d'octubre de 2005   | Catalina             | CSS               |
| 311456 | 2005 UN375             | 27 d'octubre de 2005   | Kitt Peak            | Spacewatch        |
| 311457 | 2005 UL385             | 28 d'octubre de 2005   | Catalina             | CSS               |
| 311458 | 2005 UB386             | 29 d'octubre de 2005   | Mount Lemmon         | Mt. Lemmon Survey |
| 311459 | 2005 UE397             | 28 d'octubre de 2005   | Mount Lemmon         | Mt. Lemmon Survey |
| 311460 | 2005 UA416             | 25 d'octubre de 2005   | Kitt Peak            | Spacewatch        |
| 311461 | 2005 UY429             | 28 d'octubre de 2005   | Kitt Peak            | Spacewatch        |
| 311462 | 2005 UP432             | 28 d'octubre de 2005   | Kitt Peak            | Spacewatch        |
| 311463 | 2005 UO440             | 29 d'octubre de 2005   | Catalina             | CSS               |
| 311464 | 2005 UJ452             | 28 d'octubre de 2005   | Campo Imperatore     | CINEOS            |
| 311465 | 2005 UQ455             | 29 d'octubre de 2005   | Catalina             | CSS               |
| 311466 | 2005 UN458             | 30 d'octubre de 2005   | Mount Lemmon         | Mt. Lemmon Survey |
| 311467 | 2005 UH459             | 31 d'octubre de 2005   | Kitt Peak            | Spacewatch        |
| 311468 | 2005 UP475             | 22 d'octubre de 2005   | Palomar              | NEAT              |
| 311469 | 2005 UQ485             | 22 d'octubre de 2005   | Catalina             | CSS               |
| 311470 | 2005 UV487             | 23 d'octubre de 2005   | Catalina             | CSS               |
| 311471 | 2005 UX489             | 23 d'octubre de 2005   | Catalina             | CSS               |
| 311472 | 2005 UL495             | 26 d'octubre de 2005   | Socorro              | LINEAR            |
| 311473 | 2005 UV496             | 27 d'octubre de 2005   | Palomar              | NEAT              |
| 311474 | 2005 UD499             | 27 d'octubre de 2005   | Socorro              | LINEAR            |
| 311475 | 2005 UW500             | 27 d'octubre de 2005   | Catalina             | CSS               |
| 311476 | 2005 UA502             | 28 d'octubre de 2005   | Catalina             | CSS               |
| 311477 | 2005 UQ511             | 28 d'octubre de 2005   | Kitt Peak            | Spacewatch        |
| 311478 | 2005 UG516             | 29 d'octubre de 2005   | Mount Lemmon         | Mt. Lemmon Survey |
| 311479 | 2005 UJ516             | 29 d'octubre de 2005   | Mount Lemmon         | Mt. Lemmon Survey |
| 311480 | 2005 VQ15              | 1 de novembre de 2005  | Catalina             | CSS               |
| 311481 | 2005 VS30              | 4 de novembre de 2005  | Kitt Peak            | Spacewatch        |
| 311482 | 2005 VJ33              | 23 d'octubre de 2005   | Palomar              | NEAT              |
| 311483 | 2005 VR47              | 5 de novembre de 2005  | Kitt Peak            | Spacewatch        |
| 311484 | 2005 VM49              | 2 de novembre de 2005  | Socorro              | LINEAR            |
| 311485 | 2005 VB53              | 3 de novembre de 2005  | Socorro              | LINEAR            |
| 311486 | 2005 VZ55              | 4 de novembre de 2005  | Catalina             | CSS               |
| 311487 | 2005 VU97              | 5 de novembre de 2005  | Kitt Peak            | Spacewatch        |
| 311488 | 2005 VE107             | 5 de novembre de 2005  | Kitt Peak            | Spacewatch        |
| 311489 | 2005 VY110             | 6 de novembre de 2005  | Mount Lemmon         | Mt. Lemmon Survey |
| 311490 | 2005 VZ117             | 12 de novembre de 2005 | Socorro              | LINEAR            |
| 311491 | 2005 VT120             | 4 de novembre de 2005  | Catalina             | CSS               |
| 311492 | 2005 WD4               | 18 de novembre de 2005 | Palomar              | NEAT              |
| 311493 | 2005 WP10              | 22 de novembre de 2005 | Kitt Peak            | Spacewatch        |
| 311494 | 2005 WR26              | 21 de novembre de 2005 | Kitt Peak            | Spacewatch        |
| 311495 | 2005 WQ27              | 21 de novembre de 2005 | Kitt Peak            | Spacewatch        |
| 311496 | 2005 WQ42              | 21 de novembre de 2005 | Kitt Peak            | Spacewatch        |
| 311497 | 2005 WB47              | 25 de novembre de 2005 | Kitt Peak            | Spacewatch        |
| 311498 | 2005 WO56              | 29 de novembre de 2005 | Socorro              | LINEAR            |
| 311499 | 2005 WM57              | 30 de novembre de 2005 | Mayhill              | Mayhill           |
| 311500 | 2005 WE64              | 25 de novembre de 2005 | Kitt Peak            | Spacewatch        |

## 311501-311600
| Nom    | Designació provisional | Data de descobriment   | Lloc de descobriment | Descobridor/s        |
| ------ | ---------------------- | ---------------------- | -------------------- | -------------------- |
| 311501 | 2005 WT66              | 22 de novembre de 2005 | Kitt Peak            | Spacewatch           |
| 311502 | 2005 WV68              | 25 de novembre de 2005 | Mount Lemmon         | Mt. Lemmon Survey    |
| 311503 | 2005 WU74              | 28 de novembre de 2005 | Palomar              | NEAT                 |
| 311504 | 2005 WB112             | 30 de novembre de 2005 | Mount Lemmon         | Mt. Lemmon Survey    |
| 311505 | 2005 WM114             | 28 de novembre de 2005 | Socorro              | LINEAR               |
| 311506 | 2005 WL117             | 28 de novembre de 2005 | Socorro              | LINEAR               |
| 311507 | 2005 WM121             | 30 de novembre de 2005 | Mount Lemmon         | Mt. Lemmon Survey    |
| 311508 | 2005 WB139             | 26 de novembre de 2005 | Mount Lemmon         | Mt. Lemmon Survey    |
| 311509 | 2005 WS140             | 26 de novembre de 2005 | Mount Lemmon         | Mt. Lemmon Survey    |
| 311510 | 2005 WO144             | 24 de novembre de 2005 | Palomar              | NEAT                 |
| 311511 | 2005 WL150             | 28 de novembre de 2005 | Socorro              | LINEAR               |
| 311512 | 2005 WH151             | 28 de novembre de 2005 | Socorro              | LINEAR               |
| 311513 | 2005 WX155             | 29 de novembre de 2005 | Palomar              | NEAT                 |
| 311514 | 2005 WB156             | 29 de novembre de 2005 | Palomar              | NEAT                 |
| 311515 | 2005 WK172             | 5 de novembre de 2005  | Mount Lemmon         | Mt. Lemmon Survey    |
| 311516 | 2005 WN174             | 30 de novembre de 2005 | Mount Lemmon         | Mt. Lemmon Survey    |
| 311517 | 2005 WY178             | 26 de novembre de 2005 | Catalina             | CSS                  |
| 311518 | 2005 WG179             | 21 de novembre de 2005 | Anderson Mesa        | LONEOS               |
| 311519 | 2005 WJ190             | 20 de novembre de 2005 | Palomar              | NEAT                 |
| 311520 | 2005 XH3               | 1 de desembre de 2005  | Mount Lemmon         | Mt. Lemmon Survey    |
| 311521 | 2005 XF12              | 1 de desembre de 2005  | Socorro              | LINEAR               |
| 311522 | 2005 XK33              | 4 de desembre de 2005  | Kitt Peak            | Spacewatch           |
| 311523 | 2005 XZ77              | 9 de desembre de 2005  | Gnosca               | S. Sposetti          |
| 311524 | 2005 XD84              | 7 de desembre de 2005  | Catalina             | CSS                  |
| 311525 | 2005 XE91              | 10 de desembre de 2005 | Kitt Peak            | Spacewatch           |
| 311526 | 2005 YN25              | 24 de desembre de 2005 | Kitt Peak            | Spacewatch           |
| 311527 | 2005 YL34              | 24 de desembre de 2005 | Kitt Peak            | Spacewatch           |
| 311528 | 2005 YL41              | 21 de desembre de 2005 | Catalina             | CSS                  |
| 311529 | 2005 YL46              | 25 de desembre de 2005 | Kitt Peak            | Spacewatch           |
| 311530 | 2005 YY49              | 25 de desembre de 2005 | Kitt Peak            | Spacewatch           |
| 311531 | 2005 YJ52              | 26 de desembre de 2005 | Mount Lemmon         | Mt. Lemmon Survey    |
| 311532 | 2005 YM62              | 24 de desembre de 2005 | Kitt Peak            | Spacewatch           |
| 311533 | 2005 YG103             | 25 de desembre de 2005 | Kitt Peak            | Spacewatch           |
| 311534 | 2005 YF109             | 25 de desembre de 2005 | Kitt Peak            | Spacewatch           |
| 311535 | 2005 YB112             | 25 de desembre de 2005 | Mount Lemmon         | Mt. Lemmon Survey    |
| 311536 | 2005 YO116             | 25 de desembre de 2005 | Kitt Peak            | Spacewatch           |
| 311537 | 2005 YQ121             | 28 de desembre de 2005 | Catalina             | CSS                  |
| 311538 | 2005 YX155             | 25 de desembre de 2005 | Kitt Peak            | Spacewatch           |
| 311539 | 2005 YL173             | 24 de desembre de 2005 | Socorro              | LINEAR               |
| 311540 | 2005 YW199             | 26 de desembre de 2005 | Kitt Peak            | Spacewatch           |
| 311541 | 2005 YG213             | 29 de desembre de 2005 | Palomar              | NEAT                 |
| 311542 | 2005 YF214             | 30 de desembre de 2005 | Catalina             | CSS                  |
| 311543 | 2005 YS220             | 29 de desembre de 2005 | Palomar              | NEAT                 |
| 311544 | 2005 YE231             | 27 de desembre de 2005 | Mount Lemmon         | Mt. Lemmon Survey    |
| 311545 | 2005 YP234             | 28 de desembre de 2005 | Kitt Peak            | Spacewatch           |
| 311546 | 2005 YD250             | 28 de desembre de 2005 | Kitt Peak            | Spacewatch           |
| 311547 | 2005 YV274             | 25 de desembre de 2005 | Catalina             | CSS                  |
| 311548 | 2006 AG7               | 5 de gener de 2006     | Anderson Mesa        | LONEOS               |
| 311549 | 2006 AQ13              | 5 de gener de 2006     | Mount Lemmon         | Mt. Lemmon Survey    |
| 311550 | 2006 AR53              | 5 de gener de 2006     | Kitt Peak            | Spacewatch           |
| 311551 | 2006 AC91              | 6 de gener de 2006     | Mount Lemmon         | Mt. Lemmon Survey    |
| 311552 | 2006 BN54              | 25 de gener de 2006    | Kitt Peak            | Spacewatch           |
| 311553 | 2006 BN100             | 28 de gener de 2006    | 7300                 | W. K. Y. Yeung       |
| 311554 | 2006 BQ147             | 31 de gener de 2006    | Siding Spring        | Siding Spring Survey |
| 311555 | 2006 BA148             | 31 de gener de 2006    | Kitt Peak            | Spacewatch           |
| 311556 | 2006 BF165             | 26 de gener de 2006    | Catalina             | CSS                  |
| 311557 | 2006 BY199             | 30 de gener de 2006    | Kitt Peak            | Spacewatch           |
| 311558 | 2006 BE216             | 26 de gener de 2006    | Catalina             | CSS                  |
| 311559 | 2006 BK226             | 30 de gener de 2006    | Kitt Peak            | Spacewatch           |
| 311560 | 2006 BS227             | 30 de gener de 2006    | Kitt Peak            | Spacewatch           |
| 311561 | 2006 BF252             | 31 de gener de 2006    | Kitt Peak            | Spacewatch           |
| 311562 | 2006 CF8               | 1 de febrer de 2006    | Mount Lemmon         | Mt. Lemmon Survey    |
| 311563 | 2006 CY37              | 2 de febrer de 2006    | Mount Lemmon         | Mt. Lemmon Survey    |
| 311564 | 2006 DA39              | 21 de febrer de 2006   | Mount Lemmon         | Mt. Lemmon Survey    |
| 311565 | 2006 DN46              | 20 de febrer de 2006   | Catalina             | CSS                  |
| 311566 | 2006 DK150             | 25 de febrer de 2006   | Kitt Peak            | Spacewatch           |
| 311567 | 2006 DA176             | 27 de febrer de 2006   | Mount Lemmon         | Mt. Lemmon Survey    |
| 311568 | 2006 DP214             | 20 de febrer de 2006   | Kitt Peak            | Spacewatch           |
| 311569 | 2006 EN33              | 3 de març de 2006      | Catalina             | CSS                  |
| 311570 | 2006 FB17              | 23 de març de 2006     | Mount Lemmon         | Mt. Lemmon Survey    |
| 311571 | 2006 FG18              | 23 de març de 2006     | Kitt Peak            | Spacewatch           |
| 311572 | 2006 FH42              | 26 de març de 2006     | Mount Lemmon         | Mt. Lemmon Survey    |
| 311573 | 2006 GA7               | 2 d'abril de 2006      | Kitt Peak            | Spacewatch           |
| 311574 | 2006 GT12              | 2 d'abril de 2006      | Kitt Peak            | Spacewatch           |
| 311575 | 2006 GX26              | 2 d'abril de 2006      | Kitt Peak            | Spacewatch           |
| 311576 | 2006 GQ27              | 6 de febrer de 1995    | Kitt Peak            | Spacewatch           |
| 311577 | 2006 GZ30              | 2 d'abril de 2006      | Mount Lemmon         | Mt. Lemmon Survey    |
| 311578 | 2006 GO40              | 6 d'abril de 2006      | Catalina             | CSS                  |
| 311579 | 2006 HM5               | 19 d'abril de 2006     | Catalina             | CSS                  |
| 311580 | 2006 HF30              | 19 d'abril de 2006     | Palomar              | NEAT                 |
| 311581 | 2006 HO35              | 19 d'abril de 2006     | Catalina             | CSS                  |
| 311582 | 2006 HN45              | 25 d'abril de 2006     | Kitt Peak            | Spacewatch           |
| 311583 | 2006 HL49              | 25 d'abril de 2006     | Kitt Peak            | Spacewatch           |
| 311584 | 2006 HY65              | 24 d'abril de 2006     | Kitt Peak            | Spacewatch           |
| 311585 | 2006 HN71              | 25 d'abril de 2006     | Kitt Peak            | Spacewatch           |
| 311586 | 2006 HV96              | 30 d'abril de 2006     | Kitt Peak            | Spacewatch           |
| 311587 | 2006 HS102             | 30 d'abril de 2006     | Kitt Peak            | Spacewatch           |
| 311588 | 2006 HT120             | 30 d'abril de 2006     | Kitt Peak            | Spacewatch           |
| 311589 | 2006 HZ151             | 21 d'abril de 2006     | Catalina             | CSS                  |
| 311590 | 2006 HB152             | 24 d'abril de 2006     | Mount Lemmon         | Mt. Lemmon Survey    |
| 311591 | 2006 JY35              | 4 de maig de 2006      | Kitt Peak            | Spacewatch           |
| 311592 | 2006 JC42              | 9 de maig de 2006      | Mount Lemmon         | Mt. Lemmon Survey    |
| 311593 | 2006 JO45              | 8 de maig de 2006      | Mount Lemmon         | Mt. Lemmon Survey    |
| 311594 | 2006 KN23              | 16 de maig de 2006     | Siding Spring        | Siding Spring Survey |
| 311595 | 2006 KL29              | 20 de maig de 2006     | Kitt Peak            | Spacewatch           |
| 311596 | 2006 KY40              | 6 de maig de 2006      | Mount Lemmon         | Mt. Lemmon Survey    |
| 311597 | 2006 KT48              | 21 de maig de 2006     | Kitt Peak            | Spacewatch           |
| 311598 | 2006 KL59              | 22 de maig de 2006     | Kitt Peak            | Spacewatch           |
| 311599 | 2006 KN59              | 22 de maig de 2006     | Kitt Peak            | Spacewatch           |
| 311600 | 2006 KH67              | 24 de maig de 2006     | Mount Lemmon         | Mt. Lemmon Survey    |

## 311601-311700
| Nom    | Designació provisional | Data de descobriment   | Lloc de descobriment | Descobridor/s        |
| ------ | ---------------------- | ---------------------- | -------------------- | -------------------- |
| 311601 | 2006 KD72              | 22 de maig de 2006     | Kitt Peak            | Spacewatch           |
| 311602 | 2006 KA91              | 24 de maig de 2006     | Mount Lemmon         | Mt. Lemmon Survey    |
| 311603 | 2006 KD121             | 21 de maig de 2006     | Siding Spring        | Siding Spring Survey |
| 311604 | 2006 KD137             | 25 de maig de 2006     | Mauna Kea            | P. A. Wiegert        |
| 311605 | 2006 MK7               | 18 de juny de 2006     | Kitt Peak            | Spacewatch           |
| 311606 | 2006 MW7               | 18 de juny de 2006     | Kitt Peak            | Spacewatch           |
| 311607 | 2006 MV8               | 19 de juny de 2006     | Mount Lemmon         | Mt. Lemmon Survey    |
| 311608 | 2006 OT2               | 20 de juliol de 2006   | Socorro              | LINEAR               |
| 311609 | 2006 OC16              | 30 de juliol de 2006   | Reedy Creek          | J. Broughton         |
| 311610 | 2006 OE17              | 21 de juliol de 2006   | Catalina             | CSS                  |
| 311611 | 2006 OD20              | 18 de juliol de 2006   | Siding Spring        | Siding Spring Survey |
| 311612 | 2006 PV11              | 13 d'agost de 2006     | Palomar              | NEAT                 |
| 311613 | 2006 PD25              | 13 d'agost de 2006     | Palomar              | NEAT                 |
| 311614 | 2006 PA29              | 10 d'agost de 2006     | Palomar              | NEAT                 |
| 311615 | 2006 PP31              | 14 d'agost de 2006     | Siding Spring        | Siding Spring Survey |
| 311616 | 2006 PT40              | 14 d'agost de 2006     | Palomar              | NEAT                 |
| 311617 | 2006 PS43              | 12 d'agost de 2006     | Palomar              | NEAT                 |
| 311618 | 2006 QO3               | 18 d'agost de 2006     | Socorro              | LINEAR               |
| 311619 | 2006 QV5               | 18 d'agost de 2006     | Reedy Creek          | J. Broughton         |
| 311620 | 2006 QM7               | 18 d'agost de 2006     | Kitt Peak            | Spacewatch           |
| 311621 | 2006 QZ12              | 16 d'agost de 2006     | Siding Spring        | Siding Spring Survey |
| 311622 | 2006 QW20              | 18 d'agost de 2006     | Anderson Mesa        | LONEOS               |
| 311623 | 2006 QZ22              | 19 d'agost de 2006     | Anderson Mesa        | LONEOS               |
| 311624 | 2006 QA23              | 19 d'agost de 2006     | Anderson Mesa        | LONEOS               |
| 311625 | 2006 QK23              | 20 d'agost de 2006     | Dax                  | Dax                  |
| 311626 | 2006 QF28              | 20 d'agost de 2006     | Kitt Peak            | Spacewatch           |
| 311627 | 2006 QW38              | 18 d'agost de 2006     | Anderson Mesa        | LONEOS               |
| 311628 | 2006 QL51              | 23 d'agost de 2006     | Palomar              | NEAT                 |
| 311629 | 2006 QC57              | 19 d'agost de 2006     | Kitt Peak            | Spacewatch           |
| 311630 | 2006 QG66              | 20 d'agost de 2006     | Palomar              | NEAT                 |
| 311631 | 2006 QS115             | 27 d'agost de 2006     | Anderson Mesa        | LONEOS               |
| 311632 | 2006 QS126             | 16 d'agost de 2006     | Palomar              | NEAT                 |
| 311633 | 2006 QC130             | 19 d'agost de 2006     | Palomar              | NEAT                 |
| 311634 | 2006 QB131             | 20 d'agost de 2006     | Palomar              | NEAT                 |
| 311635 | 2006 QK131             | 22 d'agost de 2006     | Palomar              | NEAT                 |
| 311636 | 2006 QZ144             | 29 d'agost de 2006     | Anderson Mesa        | LONEOS               |
| 311637 | 2006 QN167             | 30 d'agost de 2006     | Anderson Mesa        | LONEOS               |
| 311638 | 2006 QV168             | 30 d'agost de 2006     | Anderson Mesa        | LONEOS               |
| 311639 | 2006 QZ168             | 30 d'agost de 2006     | Anderson Mesa        | LONEOS               |
| 311640 | 2006 QB186             | 28 d'agost de 2006     | Kitt Peak            | Spacewatch           |
| 311641 | 2006 RZ1               | 11 de setembre de 2006 | Catalina             | CSS                  |
| 311642 | 2006 RH5               | 14 de setembre de 2006 | Catalina             | CSS                  |
| 311643 | 2006 RY6               | 14 de setembre de 2006 | Catalina             | CSS                  |
| 311644 | 2006 RH14              | 14 de setembre de 2006 | Kitt Peak            | Spacewatch           |
| 311645 | 2006 RW22              | 15 de setembre de 2006 | Goodricke-Pigott     | R. A. Tucker         |
| 311646 | 2006 RG32              | 15 de setembre de 2006 | Kitt Peak            | Spacewatch           |
| 311647 | 2006 RO32              | 15 de setembre de 2006 | Kitt Peak            | Spacewatch           |
| 311648 | 2006 RN34              | 12 de setembre de 2006 | Catalina             | CSS                  |
| 311649 | 2006 RJ35              | 14 de setembre de 2006 | Catalina             | CSS                  |
| 311650 | 2006 RN62              | 12 de setembre de 2006 | Catalina             | CSS                  |
| 311651 | 2006 RA69              | 15 de setembre de 2006 | Kitt Peak            | Spacewatch           |
| 311652 | 2006 RR70              | 15 de setembre de 2006 | Kitt Peak            | Spacewatch           |
| 311653 | 2006 RA76              | 15 de setembre de 2006 | Kitt Peak            | Spacewatch           |
| 311654 | 2006 RQ84              | 15 de setembre de 2006 | Kitt Peak            | Spacewatch           |
| 311655 | 2006 RL88              | 15 de setembre de 2006 | Kitt Peak            | Spacewatch           |
| 311656 | 2006 RE89              | 15 de setembre de 2006 | Kitt Peak            | Spacewatch           |
| 311657 | 2006 RS94              | 15 de setembre de 2006 | Kitt Peak            | Spacewatch           |
| 311658 | 2006 RW120             | 14 de setembre de 2006 | Kitt Peak            | Spacewatch           |
| 311659 | 2006 SS8               | 16 de setembre de 2006 | Catalina             | CSS                  |
| 311660 | 2006 SV13              | 17 de setembre de 2006 | Kitt Peak            | Spacewatch           |
| 311661 | 2006 SQ15              | 17 de setembre de 2006 | Catalina             | CSS                  |
| 311662 | 2006 SX15              | 17 de setembre de 2006 | Catalina             | CSS                  |
| 311663 | 2006 SK27              | 16 de setembre de 2006 | Catalina             | CSS                  |
| 311664 | 2006 SS28              | 17 de setembre de 2006 | Kitt Peak            | Spacewatch           |
| 311665 | 2006 SM33              | 17 de setembre de 2006 | Catalina             | CSS                  |
| 311666 | 2006 SG35              | 17 de setembre de 2006 | Kitt Peak            | Spacewatch           |
| 311667 | 2006 SU35              | 17 de setembre de 2006 | Anderson Mesa        | LONEOS               |
| 311668 | 2006 SM39              | 18 de setembre de 2006 | Catalina             | CSS                  |
| 311669 | 2006 ST39              | 18 de setembre de 2006 | Catalina             | CSS                  |
| 311670 | 2006 SM46              | 19 de setembre de 2006 | Anderson Mesa        | LONEOS               |
| 311671 | 2006 SC48              | 19 de setembre de 2006 | Kitt Peak            | Spacewatch           |
| 311672 | 2006 SJ51              | 17 de setembre de 2006 | Anderson Mesa        | LONEOS               |
| 311673 | 2006 SX53              | 16 de setembre de 2006 | Catalina             | CSS                  |
| 311674 | 2006 SU56              | 20 de setembre de 2006 | Catalina             | CSS                  |
| 311675 | 2006 SZ60              | 18 de setembre de 2006 | Catalina             | CSS                  |
| 311676 | 2006 SU62              | 18 de setembre de 2006 | Catalina             | CSS                  |
| 311677 | 2006 SN64              | 17 de setembre de 2006 | Kitt Peak            | Spacewatch           |
| 311678 | 2006 SJ66              | 19 de setembre de 2006 | Kitt Peak            | Spacewatch           |
| 311679 | 2006 SD70              | 19 de setembre de 2006 | Kitt Peak            | Spacewatch           |
| 311680 | 2006 SL74              | 19 de setembre de 2006 | Kitt Peak            | Spacewatch           |
| 311681 | 2006 SV77              | 17 de setembre de 2006 | Kitt Peak            | Spacewatch           |
| 311682 | 2006 SB79              | 17 de setembre de 2006 | Catalina             | CSS                  |
| 311683 | 2006 SY82              | 18 de setembre de 2006 | Kitt Peak            | Spacewatch           |
| 311684 | 2006 SN91              | 18 de setembre de 2006 | Kitt Peak            | Spacewatch           |
| 311685 | 2006 SD94              | 18 de setembre de 2006 | Kitt Peak            | Spacewatch           |
| 311686 | 2006 SJ95              | 18 de setembre de 2006 | Kitt Peak            | Spacewatch           |
| 311687 | 2006 SR102             | 19 de setembre de 2006 | Kitt Peak            | Spacewatch           |
| 311688 | 2006 SF113             | 23 de setembre de 2006 | Kitt Peak            | Spacewatch           |
| 311689 | 2006 SC117             | 24 de setembre de 2006 | Kitt Peak            | Spacewatch           |
| 311690 | 2006 SO119             | 18 de setembre de 2006 | Catalina             | CSS                  |
| 311691 | 2006 SV119             | 18 de setembre de 2006 | Catalina             | CSS                  |
| 311692 | 2006 SD120             | 18 de setembre de 2006 | Catalina             | CSS                  |
| 311693 | 2006 SO120             | 18 de setembre de 2006 | Catalina             | CSS                  |
| 311694 | 2006 SN122             | 19 de setembre de 2006 | Catalina             | CSS                  |
| 311695 | 2006 SL130             | 20 de setembre de 2006 | Anderson Mesa        | LONEOS               |
| 311696 | 2006 SK141             | 25 de setembre de 2006 | Anderson Mesa        | LONEOS               |
| 311697 | 2006 SD142             | 19 de setembre de 2006 | Kitt Peak            | Spacewatch           |
| 311698 | 2006 SW142             | 19 de setembre de 2006 | Kitt Peak            | Spacewatch           |
| 311699 | 2006 SY142             | 19 de setembre de 2006 | Kitt Peak            | Spacewatch           |
| 311700 | 2006 SY148             | 19 de setembre de 2006 | Kitt Peak            | Spacewatch           |

## 311701-311800
| Nom                  | Designació provisional | Data de descobriment   | Lloc de descobriment | Descobridor/s       |
| -------------------- | ---------------------- | ---------------------- | -------------------- | ------------------- |
| 311701               | 2006 SP158             | 23 de setembre de 2006 | Kitt Peak            | Spacewatch          |
| 311702               | 2006 SS189             | 26 de setembre de 2006 | Kitt Peak            | Spacewatch          |
| 311703               | 2006 SB193             | 26 de setembre de 2006 | Mount Lemmon         | Mt. Lemmon Survey   |
| 311704               | 2006 SX196             | 26 de setembre de 2006 | Catalina             | CSS                 |
| 311705               | 2006 SB198             | 27 de setembre de 2006 | Crni Vrh             | Crni Vrh            |
| 311706               | 2006 SJ221             | 25 de setembre de 2006 | Mount Lemmon         | Mt. Lemmon Survey   |
| 311707               | 2006 SG256             | 26 de setembre de 2006 | Kitt Peak            | Spacewatch          |
| 311708               | 2006 SS272             | 27 de setembre de 2006 | Kitt Peak            | Spacewatch          |
| 311709               | 2006 SX286             | 22 de setembre de 2006 | Anderson Mesa        | LONEOS              |
| 311710               | 2006 SH292             | 25 de setembre de 2006 | Kitt Peak            | Spacewatch          |
| 311711               | 2006 SN325             | 27 de setembre de 2006 | Kitt Peak            | Spacewatch          |
| 311712               | 2006 SF332             | 28 de setembre de 2006 | Mount Lemmon         | Mt. Lemmon Survey   |
| 311713               | 2006 SL340             | 28 de setembre de 2006 | Kitt Peak            | Spacewatch          |
| 311714               | 2006 ST350             | 30 de setembre de 2006 | Catalina             | CSS                 |
| 311715               | 2006 SS352             | 30 de setembre de 2006 | Catalina             | CSS                 |
| 311716               | 2006 ST352             | 30 de setembre de 2006 | Catalina             | CSS                 |
| 311717               | 2006 SJ356             | 30 de setembre de 2006 | Catalina             | CSS                 |
| 311718               | 2006 SG359             | 30 de setembre de 2006 | Catalina             | CSS                 |
| 311719               | 2006 SL359             | 30 de setembre de 2006 | Catalina             | CSS                 |
| 311720               | 2006 SA364             | 27 de setembre de 2006 | Kitt Peak            | Spacewatch          |
| 311721               | 2006 ST367             | 27 de setembre de 2006 | Catalina             | CSS                 |
| 311722               | 2006 SL368             | 25 de setembre de 2006 | Kitt Peak            | Spacewatch          |
| 311723               | 2006 SB374             | 16 de setembre de 2006 | Apache Point         | A. C. Becker        |
| 311724               | 2006 SO377             | 17 de setembre de 2006 | Apache Point         | A. C. Becker        |
| 311725               | 2006 SW378             | 18 de setembre de 2006 | Apache Point         | A. C. Becker        |
| 311726               | 2006 SZ378             | 18 de setembre de 2006 | Apache Point         | A. C. Becker        |
| 311727               | 2006 SY380             | 27 de setembre de 2006 | Apache Point         | A. C. Becker        |
| 311728               | 2006 SK382             | 28 de setembre de 2006 | Apache Point         | A. C. Becker        |
| 311729               | 2006 SW390             | 17 de setembre de 2006 | Kitt Peak            | Spacewatch          |
| 311730               | 2006 SV392             | 27 de setembre de 2006 | Mount Lemmon         | Mt. Lemmon Survey   |
| 311731               | 2006 SX393             | 30 de setembre de 2006 | Mount Lemmon         | Mt. Lemmon Survey   |
| 311732               | 2006 SN396             | 17 de setembre de 2006 | Kitt Peak            | Spacewatch          |
| 311733               | 2006 SV402             | 26 de setembre de 2006 | Mount Lemmon         | Mt. Lemmon Survey   |
| 311734               | 2006 SJ403             | 27 de setembre de 2006 | Mount Lemmon         | Mt. Lemmon Survey   |
| 311735               | 2006 ST404             | 30 de setembre de 2006 | Mount Lemmon         | Mt. Lemmon Survey   |
| 311736               | 2006 SP411             | 17 de setembre de 2006 | Catalina             | CSS                 |
| 311737               | 2006 SQ412             | 24 de setembre de 2006 | Anderson Mesa        | LONEOS              |
| 311738               | 2006 SV412             | 19 de setembre de 2006 | Catalina             | CSS                 |
| 311739               | 2006 TW7               | 2 d'octubre de 2006    | Mount Lemmon         | Mt. Lemmon Survey   |
| 311740               | 2006 TQ8               | 4 d'octubre de 2006    | Mount Lemmon         | Mt. Lemmon Survey   |
| 311741               | 2006 TK16              | 11 d'octubre de 2006   | Kitt Peak            | Spacewatch          |
| 311742               | 2006 TY17              | 11 d'octubre de 2006   | Kitt Peak            | Spacewatch          |
| 311743               | 2006 TZ22              | 11 d'octubre de 2006   | Kitt Peak            | Spacewatch          |
| 311744               | 2006 TF23              | 11 d'octubre de 2006   | Kitt Peak            | Spacewatch          |
| 311745               | 2006 TO24              | 12 d'octubre de 2006   | Kitt Peak            | Spacewatch          |
| 311746               | 2006 TT25              | 12 d'octubre de 2006   | Kitt Peak            | Spacewatch          |
| 311747               | 2006 TZ29              | 12 d'octubre de 2006   | Kitt Peak            | Spacewatch          |
| 311748               | 2006 TD34              | 12 d'octubre de 2006   | Palomar              | NEAT                |
| 311749               | 2006 TN48              | 12 d'octubre de 2006   | Kitt Peak            | Spacewatch          |
| 311750               | 2006 TE59              | 13 d'octubre de 2006   | Kitt Peak            | Spacewatch          |
| 311751               | 2006 TP68              | 11 d'octubre de 2006   | Palomar              | NEAT                |
| 311752               | 2006 TF70              | 11 d'octubre de 2006   | Palomar              | NEAT                |
| 311753               | 2006 TS71              | 11 d'octubre de 2006   | Palomar              | NEAT                |
| 311754               | 2006 TA77              | 11 d'octubre de 2006   | Palomar              | NEAT                |
| 311755               | 2006 TP81              | 2 d'octubre de 2006    | Mount Lemmon         | Mt. Lemmon Survey   |
| 311756               | 2006 TE83              | 13 d'octubre de 2006   | Kitt Peak            | Spacewatch          |
| 311757               | 2006 TK86              | 13 d'octubre de 2006   | Kitt Peak            | Spacewatch          |
| 311758               | 2006 TJ93              | 15 d'octubre de 2006   | Kitt Peak            | Spacewatch          |
| 311759               | 2006 TQ94              | 15 d'octubre de 2006   | Lulin                | C.-S. Lin, Q.-z. Ye |
| 311760               | 2006 TO96              | 12 d'octubre de 2006   | Palomar              | NEAT                |
| 311761               | 2006 TO99              | 24 de setembre de 2006 | Kitt Peak            | Spacewatch          |
| 311762               | 2006 TC102             | 15 d'octubre de 2006   | Kitt Peak            | Spacewatch          |
| 311763               | 2006 TV103             | 15 d'octubre de 2006   | Kitt Peak            | Spacewatch          |
| 311764               | 2006 TW109             | 12 d'octubre de 2006   | Kitt Peak            | Spacewatch          |
| 311765               | 2006 TT113             | 1 d'octubre de 2006    | Apache Point         | A. C. Becker        |
| 311766               | 2006 TX122             | 12 d'octubre de 2006   | Palomar              | NEAT                |
| 311767               | 2006 TZ122             | 12 d'octubre de 2006   | Kitt Peak            | Spacewatch          |
| 311768               | 2006 TB123             | 12 d'octubre de 2006   | Kitt Peak            | Spacewatch          |
| 311769               | 2006 TJ128             | 4 d'octubre de 2006    | Mount Lemmon         | Mt. Lemmon Survey   |
| 311770               | 2006 UB3               | 16 d'octubre de 2006   | Catalina             | CSS                 |
| 311771               | 2006 UO3               | 16 d'octubre de 2006   | Catalina             | CSS                 |
| 311772               | 2006 UM4               | 16 d'octubre de 2006   | Kitt Peak            | Spacewatch          |
| 311773               | 2006 UP5               | 16 d'octubre de 2006   | Catalina             | CSS                 |
| 311774               | 2006 UO6               | 16 d'octubre de 2006   | Catalina             | CSS                 |
| 311775               | 2006 UJ18              | 16 d'octubre de 2006   | Mount Lemmon         | Mt. Lemmon Survey   |
| 311776               | 2006 UU21              | 16 d'octubre de 2006   | Kitt Peak            | Spacewatch          |
| 311777               | 2006 UH29              | 16 d'octubre de 2006   | Kitt Peak            | Spacewatch          |
| 311778               | 2006 UO42              | 16 d'octubre de 2006   | Kitt Peak            | Spacewatch          |
| 311779               | 2006 UP42              | 16 d'octubre de 2006   | Kitt Peak            | Spacewatch          |
| 311780               | 2006 UL44              | 16 d'octubre de 2006   | Kitt Peak            | Spacewatch          |
| 311781               | 2006 UH52              | 17 d'octubre de 2006   | Mount Lemmon         | Mt. Lemmon Survey   |
| 311782               | 2006 UT52              | 17 d'octubre de 2006   | Catalina             | CSS                 |
| 311783               | 2006 UL59              | 19 d'octubre de 2006   | Catalina             | CSS                 |
| 311784               | 2006 UT61              | 17 d'octubre de 2006   | Andrushivka          | Andrushivka         |
| 311785 Erwanmazarico | 2006 UB62              | 19 d'octubre de 2006   | Laurel               | Laurel              |
| 311786               | 2006 UW62              | 17 d'octubre de 2006   | Andrushivka          | Andrushivka         |
| 311787               | 2006 UD65              | 16 d'octubre de 2006   | Kitt Peak            | Spacewatch          |
| 311788               | 2006 UZ66              | 16 d'octubre de 2006   | Mount Lemmon         | Mt. Lemmon Survey   |
| 311789               | 2006 UK73              | 17 d'octubre de 2006   | Kitt Peak            | Spacewatch          |
| 311790               | 2006 UL73              | 17 d'octubre de 2006   | Kitt Peak            | Spacewatch          |
| 311791               | 2006 UE74              | 17 d'octubre de 2006   | Kitt Peak            | Spacewatch          |
| 311792               | 2006 UK74              | 17 d'octubre de 2006   | Kitt Peak            | Spacewatch          |
| 311793               | 2006 UH78              | 17 d'octubre de 2006   | Kitt Peak            | Spacewatch          |
| 311794               | 2006 UJ85              | 17 d'octubre de 2006   | Mount Lemmon         | Mt. Lemmon Survey   |
| 311795               | 2006 UJ86              | 17 d'octubre de 2006   | Mount Lemmon         | Mt. Lemmon Survey   |
| 311796               | 2006 UO93              | 18 d'octubre de 2006   | Kitt Peak            | Spacewatch          |
| 311797               | 2006 UV104             | 18 d'octubre de 2006   | Kitt Peak            | Spacewatch          |
| 311798               | 2006 UD118             | 19 d'octubre de 2006   | Kitt Peak            | Spacewatch          |
| 311799               | 2006 UK124             | 19 d'octubre de 2006   | Catalina             | CSS                 |
| 311800               | 2006 US125             | 19 d'octubre de 2006   | Kitt Peak            | Spacewatch          |

## 311801-311900
| Nom    | Designació provisional | Data de descobriment   | Lloc de descobriment | Descobridor/s     |
| ------ | ---------------------- | ---------------------- | -------------------- | ----------------- |
| 311801 | 2006 UM137             | 19 d'octubre de 2006   | Catalina             | CSS               |
| 311802 | 2006 UZ137             | 19 d'octubre de 2006   | Kitt Peak            | Spacewatch        |
| 311803 | 2006 UC140             | 19 d'octubre de 2006   | Kitt Peak            | Spacewatch        |
| 311804 | 2006 UC144             | 19 d'octubre de 2006   | Kitt Peak            | Spacewatch        |
| 311805 | 2006 UF149             | 20 d'octubre de 2006   | Kitt Peak            | Spacewatch        |
| 311806 | 2006 UT167             | 21 d'octubre de 2006   | Mount Lemmon         | Mt. Lemmon Survey |
| 311807 | 2006 UL179             | 16 d'octubre de 2006   | Catalina             | CSS               |
| 311808 | 2006 UO180             | 16 d'octubre de 2006   | Catalina             | CSS               |
| 311809 | 2006 UO188             | 19 d'octubre de 2006   | Catalina             | CSS               |
| 311810 | 2006 UV194             | 20 d'octubre de 2006   | Kitt Peak            | Spacewatch        |
| 311811 | 2006 UM196             | 20 d'octubre de 2006   | Kitt Peak            | Spacewatch        |
| 311812 | 2006 UT203             | 22 d'octubre de 2006   | Palomar              | NEAT              |
| 311813 | 2006 UC207             | 23 d'octubre de 2006   | Kitt Peak            | Spacewatch        |
| 311814 | 2006 UT208             | 23 d'octubre de 2006   | Kitt Peak            | Spacewatch        |
| 311815 | 2006 UV209             | 23 d'octubre de 2006   | Kitt Peak            | Spacewatch        |
| 311816 | 2006 UH212             | 23 d'octubre de 2006   | Kitt Peak            | Spacewatch        |
| 311817 | 2006 UT213             | 23 d'octubre de 2006   | Kitt Peak            | Spacewatch        |
| 311818 | 2006 UZ218             | 16 d'octubre de 2006   | Catalina             | CSS               |
| 311819 | 2006 UY247             | 27 d'octubre de 2006   | Mount Lemmon         | Mt. Lemmon Survey |
| 311820 | 2006 UM253             | 27 d'octubre de 2006   | Mount Lemmon         | Mt. Lemmon Survey |
| 311821 | 2006 UB264             | 27 d'octubre de 2006   | Kitt Peak            | Spacewatch        |
| 311822 | 2006 UR265             | 27 d'octubre de 2006   | Catalina             | CSS               |
| 311823 | 2006 UR266             | 27 d'octubre de 2006   | Kitt Peak            | Spacewatch        |
| 311824 | 2006 UY276             | 28 d'octubre de 2006   | Kitt Peak            | Spacewatch        |
| 311825 | 2006 UA286             | 28 d'octubre de 2006   | Kitt Peak            | Spacewatch        |
| 311826 | 2006 UX331             | 21 d'octubre de 2006   | Apache Point         | A. C. Becker      |
| 311827 | 2006 UL337             | 22 d'octubre de 2006   | Mount Lemmon         | Mt. Lemmon Survey |
| 311828 | 2006 UR346             | 23 d'octubre de 2006   | Catalina             | CSS               |
| 311829 | 2006 VG3               | 9 de novembre de 2006  | Kitt Peak            | Spacewatch        |
| 311830 | 2006 VX10              | 11 de novembre de 2006 | Catalina             | CSS               |
| 311831 | 2006 VS13              | 13 de novembre de 2006 | Wrightwood           | J. W. Young       |
| 311832 | 2006 VK18              | 9 de novembre de 2006  | Kitt Peak            | Spacewatch        |
| 311833 | 2006 VM20              | 9 de novembre de 2006  | Kitt Peak            | Spacewatch        |
| 311834 | 2006 VK23              | 10 de novembre de 2006 | Kitt Peak            | Spacewatch        |
| 311835 | 2006 VW25              | 27 d'octubre de 2006   | Kitt Peak            | Spacewatch        |
| 311836 | 2006 VC26              | 10 de novembre de 2006 | Kitt Peak            | Spacewatch        |
| 311837 | 2006 VG44              | 13 de novembre de 2006 | Catalina             | CSS               |
| 311838 | 2006 VW47              | 10 de novembre de 2006 | Kitt Peak            | Spacewatch        |
| 311839 | 2006 VW52              | 11 de novembre de 2006 | Kitt Peak            | Spacewatch        |
| 311840 | 2006 VO56              | 11 de novembre de 2006 | Kitt Peak            | Spacewatch        |
| 311841 | 2006 VB64              | 11 de novembre de 2006 | Kitt Peak            | Spacewatch        |
| 311842 | 2006 VC69              | 11 de novembre de 2006 | Catalina             | CSS               |
| 311843 | 2006 VQ69              | 11 de novembre de 2006 | Kitt Peak            | Spacewatch        |
| 311844 | 2006 VE70              | 11 de novembre de 2006 | Kitt Peak            | Spacewatch        |
| 311845 | 2006 VY79              | 12 de novembre de 2006 | Mount Lemmon         | Mt. Lemmon Survey |
| 311846 | 2006 VA85              | 13 de novembre de 2006 | Kitt Peak            | Spacewatch        |
| 311847 | 2006 VU94              | 15 de novembre de 2006 | Mount Lemmon         | Mt. Lemmon Survey |
| 311848 | 2006 VN95              | 13 de novembre de 2006 | Mount Lemmon         | Mt. Lemmon Survey |
| 311849 | 2006 VU101             | 12 de novembre de 2006 | Mount Lemmon         | Mt. Lemmon Survey |
| 311850 | 2006 VU108             | 13 de novembre de 2006 | Kitt Peak            | Spacewatch        |
| 311851 | 2006 VG138             | 15 de novembre de 2006 | Kitt Peak            | Spacewatch        |
| 311852 | 2006 VU151             | 9 de novembre de 2006  | Palomar              | NEAT              |
| 311853 | 2006 VD153             | 8 de novembre de 2006  | Palomar              | NEAT              |
| 311854 | 2006 VS153             | 8 de novembre de 2006  | Palomar              | NEAT              |
| 311855 | 2006 WE7               | 16 de novembre de 2006 | Kitt Peak            | Spacewatch        |
| 311856 | 2006 WL8               | 16 de novembre de 2006 | Kitt Peak            | Spacewatch        |
| 311857 | 2006 WQ10              | 16 de novembre de 2006 | Catalina             | CSS               |
| 311858 | 2006 WD19              | 17 de novembre de 2006 | Catalina             | CSS               |
| 311859 | 2006 WB21              | 17 de novembre de 2006 | Mount Lemmon         | Mt. Lemmon Survey |
| 311860 | 2006 WJ26              | 18 de novembre de 2006 | Kitt Peak            | Spacewatch        |
| 311861 | 2006 WP30              | 20 de novembre de 2006 | Kitt Peak            | Spacewatch        |
| 311862 | 2006 WR38              | 16 de novembre de 2006 | Kitt Peak            | Spacewatch        |
| 311863 | 2006 WR39              | 16 de novembre de 2006 | Kitt Peak            | Spacewatch        |
| 311864 | 2006 WY44              | 16 de novembre de 2006 | Catalina             | CSS               |
| 311865 | 2006 WZ69              | 18 de novembre de 2006 | Kitt Peak            | Spacewatch        |
| 311866 | 2006 WN71              | 18 de novembre de 2006 | Kitt Peak            | Spacewatch        |
| 311867 | 2006 WO71              | 18 de novembre de 2006 | Kitt Peak            | Spacewatch        |
| 311868 | 2006 WA79              | 18 de novembre de 2006 | Kitt Peak            | Spacewatch        |
| 311869 | 2006 WP90              | 19 de novembre de 2006 | Kitt Peak            | Spacewatch        |
| 311870 | 2006 WN95              | 19 de novembre de 2006 | Kitt Peak            | Spacewatch        |
| 311871 | 2006 WV95              | 19 de novembre de 2006 | Kitt Peak            | Spacewatch        |
| 311872 | 2006 WN98              | 19 de novembre de 2006 | Kitt Peak            | Spacewatch        |
| 311873 | 2006 WW98              | 19 de novembre de 2006 | Kitt Peak            | Spacewatch        |
| 311874 | 2006 WS109             | 19 de novembre de 2006 | Kitt Peak            | Spacewatch        |
| 311875 | 2006 WW131             | 17 de novembre de 2006 | Mount Lemmon         | Mt. Lemmon Survey |
| 311876 | 2006 WF135             | 18 de novembre de 2006 | Socorro              | LINEAR            |
| 311877 | 2006 WA137             | 19 de novembre de 2006 | Catalina             | CSS               |
| 311878 | 2006 WH143             | 20 de novembre de 2006 | Kitt Peak            | Spacewatch        |
| 311879 | 2006 WS150             | 20 de novembre de 2006 | Mount Lemmon         | Mt. Lemmon Survey |
| 311880 | 2006 WH153             | 21 de novembre de 2006 | Mount Lemmon         | Mt. Lemmon Survey |
| 311881 | 2006 WK185             | 18 de novembre de 2006 | Socorro              | LINEAR            |
| 311882 | 2006 WK192             | 27 de novembre de 2006 | Kitt Peak            | Spacewatch        |
| 311883 | 2006 WH204             | 23 de novembre de 2006 | Mount Lemmon         | Mt. Lemmon Survey |
| 311884 | 2006 WB206             | 22 de novembre de 2006 | Mount Lemmon         | Mt. Lemmon Survey |
| 311885 | 2006 XH18              | 10 de desembre de 2006 | Kitt Peak            | Spacewatch        |
| 311886 | 2006 XF24              | 12 de desembre de 2006 | Kitt Peak            | Spacewatch        |
| 311887 | 2006 XD33              | 11 de desembre de 2006 | Kitt Peak            | Spacewatch        |
| 311888 | 2006 XO35              | 11 de desembre de 2006 | Kitt Peak            | Spacewatch        |
| 311889 | 2006 XP35              | 11 de desembre de 2006 | Kitt Peak            | Spacewatch        |
| 311890 | 2006 XS42              | 12 de desembre de 2006 | Mount Lemmon         | Mt. Lemmon Survey |
| 311891 | 2006 XW50              | 13 de desembre de 2006 | Mount Lemmon         | Mt. Lemmon Survey |
| 311892 | 2006 XB55              | 15 de desembre de 2006 | Socorro              | LINEAR            |
| 311893 | 2006 XB58              | 14 de desembre de 2006 | Kitt Peak            | Spacewatch        |
| 311894 | 2006 XL70              | 15 de desembre de 2006 | Kitt Peak            | Spacewatch        |
| 311895 | 2006 YG5               | 17 de desembre de 2006 | Mount Lemmon         | Mt. Lemmon Survey |
| 311896 | 2006 YC9               | 20 de desembre de 2006 | Mount Lemmon         | Mt. Lemmon Survey |
| 311897 | 2006 YM19              | 23 de desembre de 2006 | Mount Lemmon         | Mt. Lemmon Survey |
| 311898 | 2006 YN23              | 21 de desembre de 2006 | Kitt Peak            | Spacewatch        |
| 311899 | 2006 YP43              | 25 de desembre de 2006 | Kitt Peak            | Spacewatch        |
| 311900 | 2006 YR46              | 21 de desembre de 2006 | Mount Lemmon         | Mt. Lemmon Survey |

## 311901-312000
| Nom    | Designació provisional | Data de descobriment   | Lloc de descobriment | Descobridor/s          |
| ------ | ---------------------- | ---------------------- | -------------------- | ---------------------- |
| 311901 | 2006 YM48              | 24 de desembre de 2006 | Kitt Peak            | Spacewatch             |
| 311902 | 2006 YY52              | 27 de desembre de 2006 | Mount Lemmon         | Mt. Lemmon Survey      |
| 311903 | 2006 YP53              | 24 de desembre de 2006 | Kitt Peak            | Spacewatch             |
| 311904 | 2007 AD4               | 8 de gener de 2007     | Catalina             | CSS                    |
| 311905 | 2007 AQ7               | 9 de gener de 2007     | Mount Lemmon         | Mt. Lemmon Survey      |
| 311906 | 2007 AJ8               | 10 de gener de 2007    | Nyukasa              | Nyukasa                |
| 311907 | 2007 AH9               | 12 de gener de 2007    | Vallemare Borbon     | V. S. Casulli          |
| 311908 | 2007 AZ10              | 9 de gener de 2007     | Kitt Peak            | Spacewatch             |
| 311909 | 2007 AN12              | 9 de gener de 2007     | Kitt Peak            | Spacewatch             |
| 311910 | 2007 AB18              | 8 de gener de 2007     | Catalina             | CSS                    |
| 311911 | 2007 AU18              | 10 de gener de 2007    | Socorro              | LINEAR                 |
| 311912 | 2007 BF3               | 16 de gener de 2007    | Socorro              | LINEAR                 |
| 311913 | 2007 BY10              | 17 de gener de 2007    | Kitt Peak            | Spacewatch             |
| 311914 | 2007 BW11              | 17 de gener de 2007    | Kitt Peak            | Spacewatch             |
| 311915 | 2007 BJ17              | 17 de gener de 2007    | Palomar              | NEAT                   |
| 311916 | 2007 BE19              | 21 de gener de 2007    | Socorro              | LINEAR                 |
| 311917 | 2007 BX29              | 24 de gener de 2007    | Socorro              | LINEAR                 |
| 311918 | 2007 BJ30              | 24 de gener de 2007    | Catalina             | CSS                    |
| 311919 | 2007 BC32              | 24 de gener de 2007    | Mount Lemmon         | Mt. Lemmon Survey      |
| 311920 | 2007 BM32              | 24 de gener de 2007    | Mount Lemmon         | Mt. Lemmon Survey      |
| 311921 | 2007 BU36              | 24 de gener de 2007    | Catalina             | CSS                    |
| 311922 | 2007 BU45              | 26 de gener de 2007    | Kitt Peak            | Spacewatch             |
| 311923 | 2007 BW46              | 26 de gener de 2007    | Kitt Peak            | Spacewatch             |
| 311924 | 2007 BW58              | 24 de gener de 2007    | Catalina             | CSS                    |
| 311925 | 2007 BF72              | 28 de gener de 2007    | Kitt Peak            | Spacewatch             |
| 311926 | 2007 BY72              | 27 de gener de 2007    | Farra d'Isonzo       | Farra d'Isonzo         |
| 311927 | 2007 BC73              | 23 de gener de 2007    | Socorro              | LINEAR                 |
| 311928 | 2007 BZ75              | 28 de gener de 2007    | Mount Lemmon         | Mt. Lemmon Survey      |
| 311929 | 2007 CH7               | 6 de febrer de 2007    | Kitt Peak            | Spacewatch             |
| 311930 | 2007 CL8               | 17 de gener de 2007    | Kitt Peak            | Spacewatch             |
| 311931 | 2007 CT12              | 6 de febrer de 2007    | Mount Lemmon         | Mt. Lemmon Survey      |
| 311932 | 2007 CD19              | 8 de febrer de 2007    | 7300                 | W. K. Y. Yeung         |
| 311933 | 2007 CN27              | 5 de febrer de 2007    | Lulin                | H.-C. Lin, Q.-z. Ye    |
| 311934 | 2007 CE29              | 6 de febrer de 2007    | Mount Lemmon         | Mt. Lemmon Survey      |
| 311935 | 2007 CU29              | 6 de febrer de 2007    | Mount Lemmon         | Mt. Lemmon Survey      |
| 311936 | 2007 CN33              | 6 de febrer de 2007    | Mount Lemmon         | Mt. Lemmon Survey      |
| 311937 | 2007 CF36              | 6 de febrer de 2007    | Kitt Peak            | Spacewatch             |
| 311938 | 2007 CH38              | 6 de febrer de 2007    | Mount Lemmon         | Mt. Lemmon Survey      |
| 311939 | 2007 CE44              | 8 de febrer de 2007    | Palomar              | NEAT                   |
| 311940 | 2007 CW45              | 8 de febrer de 2007    | Palomar              | NEAT                   |
| 311941 | 2007 CK46              | 8 de febrer de 2007    | Mount Lemmon         | Mt. Lemmon Survey      |
| 311942 | 2007 CG47              | 8 de febrer de 2007    | Palomar              | NEAT                   |
| 311943 | 2007 CU48              | 19 de març de 1996     | Haleakala            | NEAT                   |
| 311944 | 2007 CF58              | 9 de febrer de 2007    | Catalina             | CSS                    |
| 311945 | 2007 CF59              | 10 de febrer de 2007   | Catalina             | CSS                    |
| 311946 | 2007 CR61              | 15 de febrer de 2007   | Marly                | P. Kocher              |
| 311947 | 2007 CE62              | 10 de febrer de 2007   | Catalina             | CSS                    |
| 311948 | 2007 CP79              | 9 de febrer de 2007    | Kitt Peak            | Spacewatch             |
| 311949 | 2007 DE                | 16 de febrer de 2007   | Mayhill              | A. Lowe                |
| 311950 | 2007 DN                | 16 de febrer de 2007   | Wildberg             | R. Apitzsch            |
| 311951 | 2007 DY6               | 16 de febrer de 2007   | Catalina             | CSS                    |
| 311952 | 2007 DX12              | 16 de febrer de 2007   | Palomar              | NEAT                   |
| 311953 | 2007 DQ13              | 17 de febrer de 2007   | Kitt Peak            | Spacewatch             |
| 311954 | 2007 DO18              | 17 de febrer de 2007   | Kitt Peak            | Spacewatch             |
| 311955 | 2007 DT28              | 17 de febrer de 2007   | Kitt Peak            | Spacewatch             |
| 311956 | 2007 DN34              | 17 de febrer de 2007   | Kitt Peak            | Spacewatch             |
| 311957 | 2007 DQ42              | 17 de febrer de 2007   | Mount Lemmon         | Mt. Lemmon Survey      |
| 311958 | 2007 DD47              | 21 de febrer de 2007   | Mount Lemmon         | Mt. Lemmon Survey      |
| 311959 | 2007 DE54              | 21 de febrer de 2007   | Kitt Peak            | Spacewatch             |
| 311960 | 2007 DC59              | 22 de febrer de 2007   | Kitt Peak            | Spacewatch             |
| 311961 | 2007 DK61              | 19 de febrer de 2007   | Catalina             | CSS                    |
| 311962 | 2007 DT70              | 21 de febrer de 2007   | Kitt Peak            | Spacewatch             |
| 311963 | 2007 DC77              | 22 de febrer de 2007   | Anderson Mesa        | LONEOS                 |
| 311964 | 2007 DJ89              | 23 de febrer de 2007   | Kitt Peak            | Spacewatch             |
| 311965 | 2007 DP89              | 23 de febrer de 2007   | Mount Lemmon         | Mt. Lemmon Survey      |
| 311966 | 2007 DG97              | 23 de febrer de 2007   | Catalina             | CSS                    |
| 311967 | 2007 EB                | 1 de març de 2007      | Siding Spring        | Siding Spring Survey   |
| 311968 | 2007 EQ6               | 9 de març de 2007      | Mount Lemmon         | Mt. Lemmon Survey      |
| 311969 | 2007 ED19              | 10 de març de 2007     | Kitt Peak            | Spacewatch             |
| 311970 | 2007 EL35              | 11 de març de 2007     | Kitt Peak            | Spacewatch             |
| 311971 | 2007 EF39              | 11 de març de 2007     | Crni Vrh             | Crni Vrh               |
| 311972 | 2007 EU44              | 9 de març de 2007      | Mount Lemmon         | Mt. Lemmon Survey      |
| 311973 | 2007 EF52              | 11 de març de 2007     | Catalina             | CSS                    |
| 311974 | 2007 EY56              | 14 de març de 2007     | Mayhill              | A. Lowe                |
| 311975 | 2007 EL58              | 9 de març de 2007      | Mount Lemmon         | Mt. Lemmon Survey      |
| 311976 | 2007 ED60              | 9 de març de 2007      | Mount Lemmon         | Mt. Lemmon Survey      |
| 311977 | 2007 EV82              | 12 de març de 2007     | Kitt Peak            | Spacewatch             |
| 311978 | 2007 ET85              | 12 de març de 2007     | Catalina             | CSS                    |
| 311979 | 2007 EC92              | 10 de març de 2007     | Kitt Peak            | Spacewatch             |
| 311980 | 2007 EV192             | 14 de març de 2007     | Catalina             | CSS                    |
| 311981 | 2007 EO199             | 10 de març de 2007     | Kitt Peak            | Spacewatch             |
| 311982 | 2007 ES200             | 15 de març de 2007     | Catalina             | CSS                    |
| 311983 | 2007 EK201             | 10 de març de 2007     | Siding Spring        | Siding Spring Survey   |
| 311984 | 2007 EL211             | 8 de març de 2007      | Palomar              | NEAT                   |
| 311985 | 2007 EQ222             | 11 de març de 2007     | Catalina             | CSS                    |
| 311986 | 2007 FV16              | 20 de març de 2007     | Mount Lemmon         | Mt. Lemmon Survey      |
| 311987 | 2007 FJ38              | 29 de març de 2007     | Palomar              | NEAT                   |
| 311988 | 2007 GP4               | 10 d'abril de 2007     | Purple Mountain      | PMO NEO Survey Program |
| 311989 | 2007 GL12              | 11 d'abril de 2007     | Mount Lemmon         | Mt. Lemmon Survey      |
| 311990 | 2007 GD32              | 11 d'abril de 2007     | Catalina             | CSS                    |
| 311991 | 2007 HH5               | 20 d'abril de 2007     | Sandlot              | G. Hug                 |
| 311992 | 2007 HH89              | 11 d'abril de 2007     | Kitt Peak            | Spacewatch             |
| 311993 | 2007 KK2               | 20 de maig de 2007     | Catalina             | CSS                    |
| 311994 | 2007 KN9               | 20 de maig de 2007     | Siding Spring        | Siding Spring Survey   |
| 311995 | 2007 LT1               | 7 de juny de 2007      | Kitt Peak            | Spacewatch             |
| 311996 | 2007 LS12              | 9 de juny de 2007      | Catalina             | CSS                    |
| 311997 | 2007 MW2               | 16 de juny de 2007     | Kitt Peak            | Spacewatch             |
| 311998 | 2007 MQ3               | 17 de juny de 2007     | Kitt Peak            | Spacewatch             |
| 311999 | 2007 NS2               | 14 de juliol de 2007   | La Sagra             | La Sagra               |
| 312000 | 2007 OB4               | 21 de juliol de 2007   | Charleston           | Charleston             |